# 德輔道

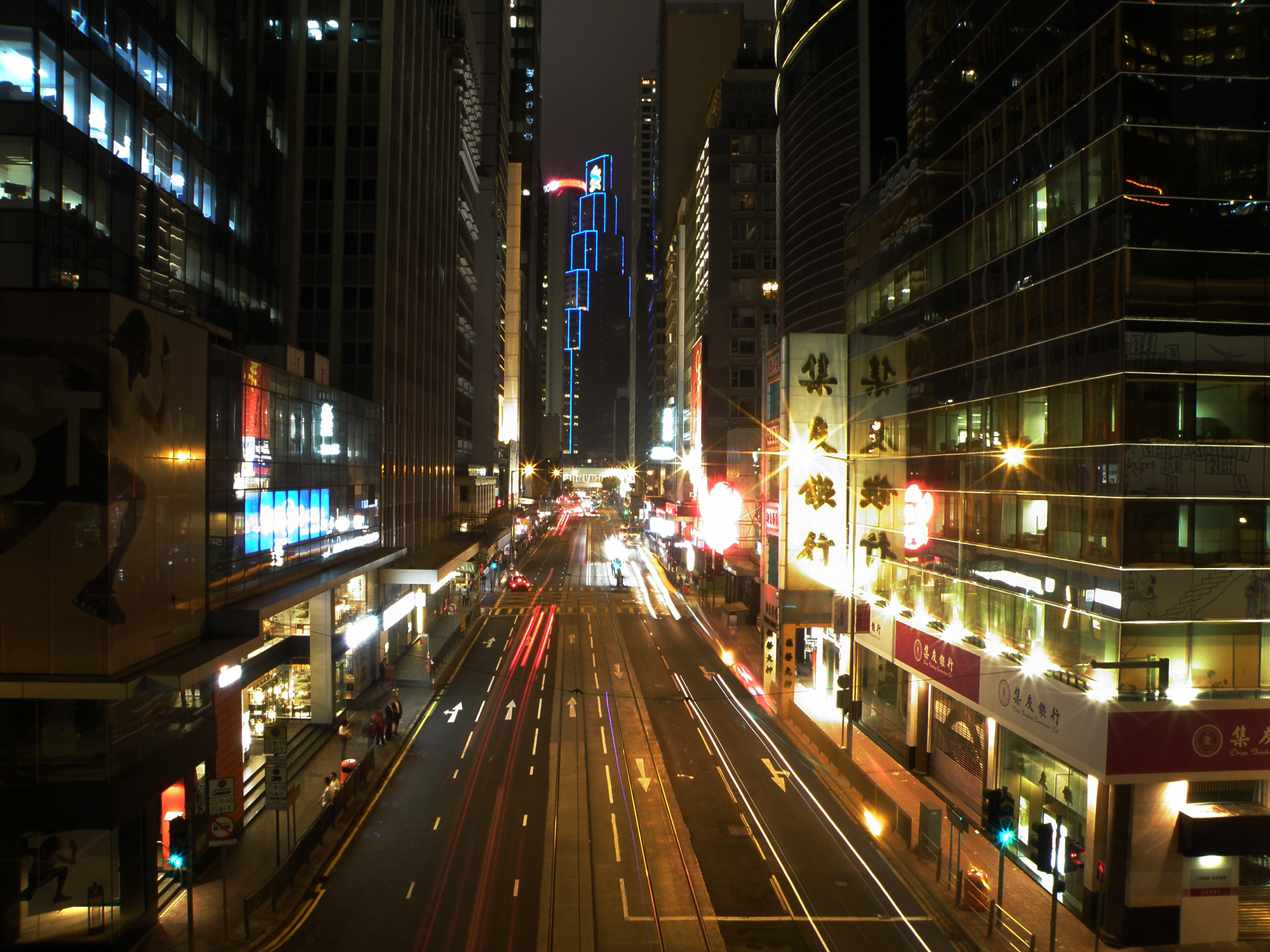
德輔道中夜景

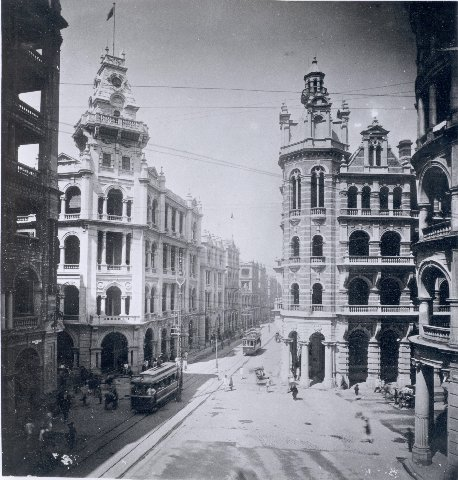
1912年的德輔道中與畢打街及遮打道交界，圖中可見舊郵政總局，現址為環球大廈

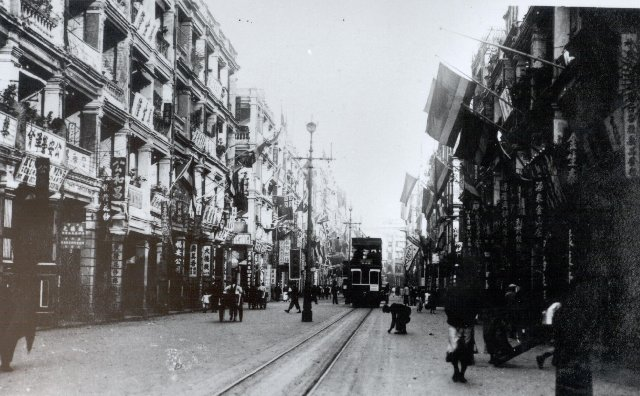
1920年代的德輔道中

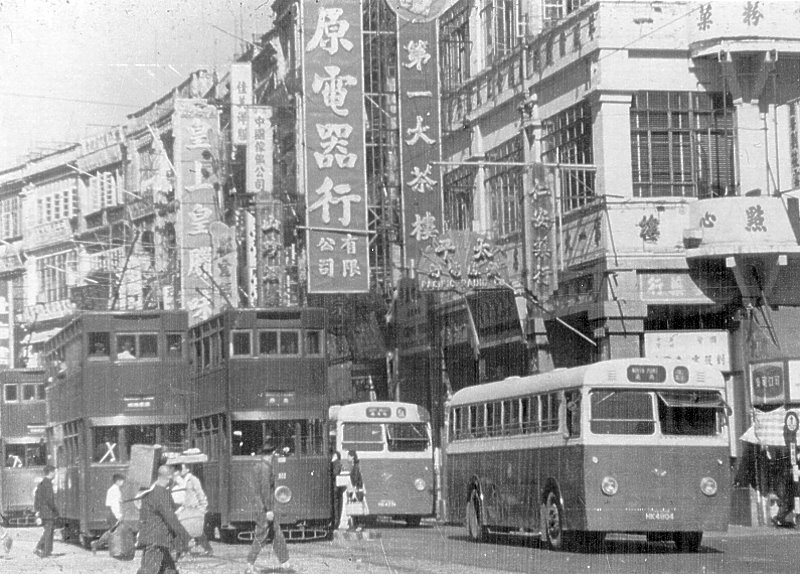
1955年的德輔道中

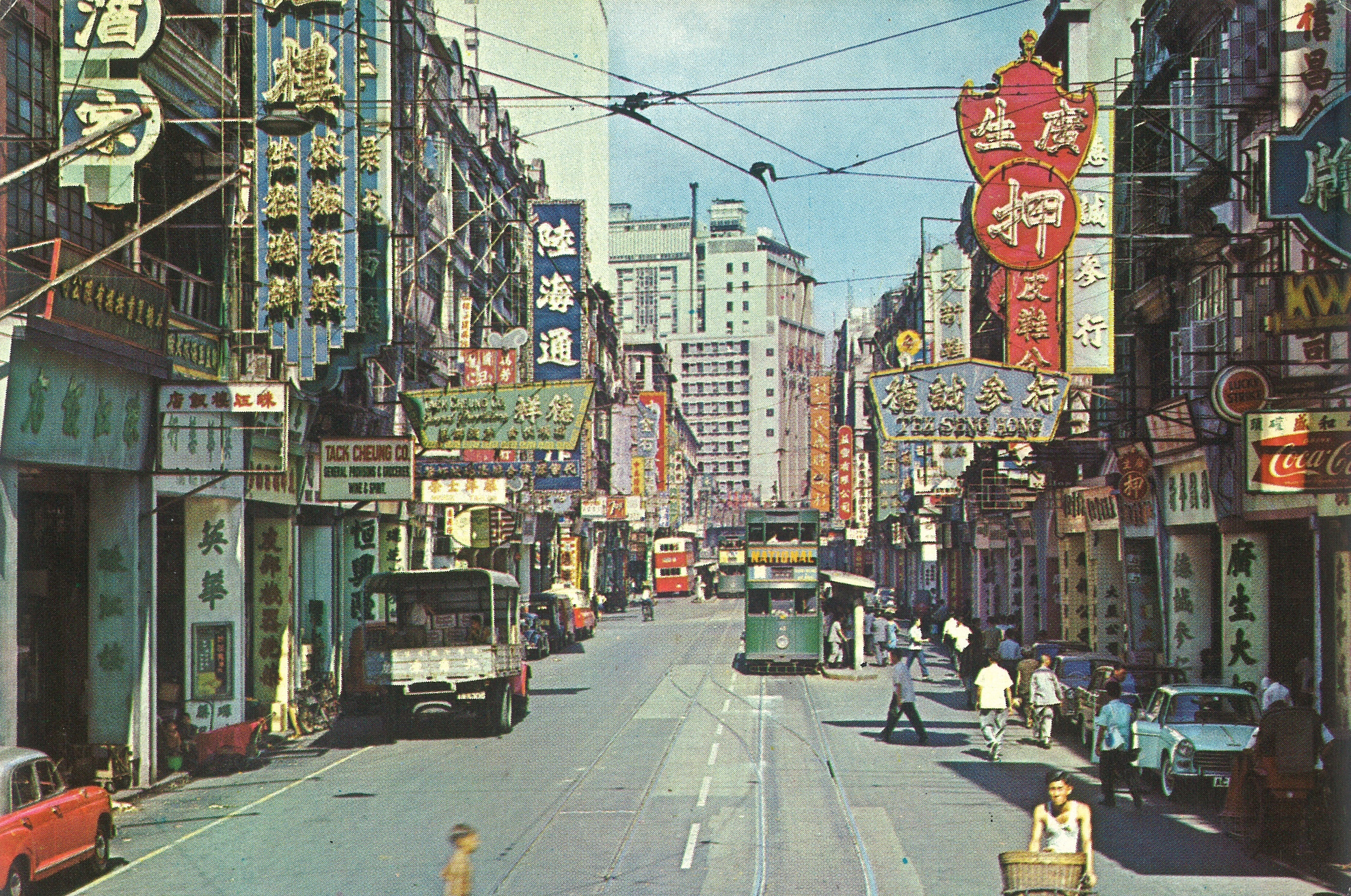
1960年代的德輔道中

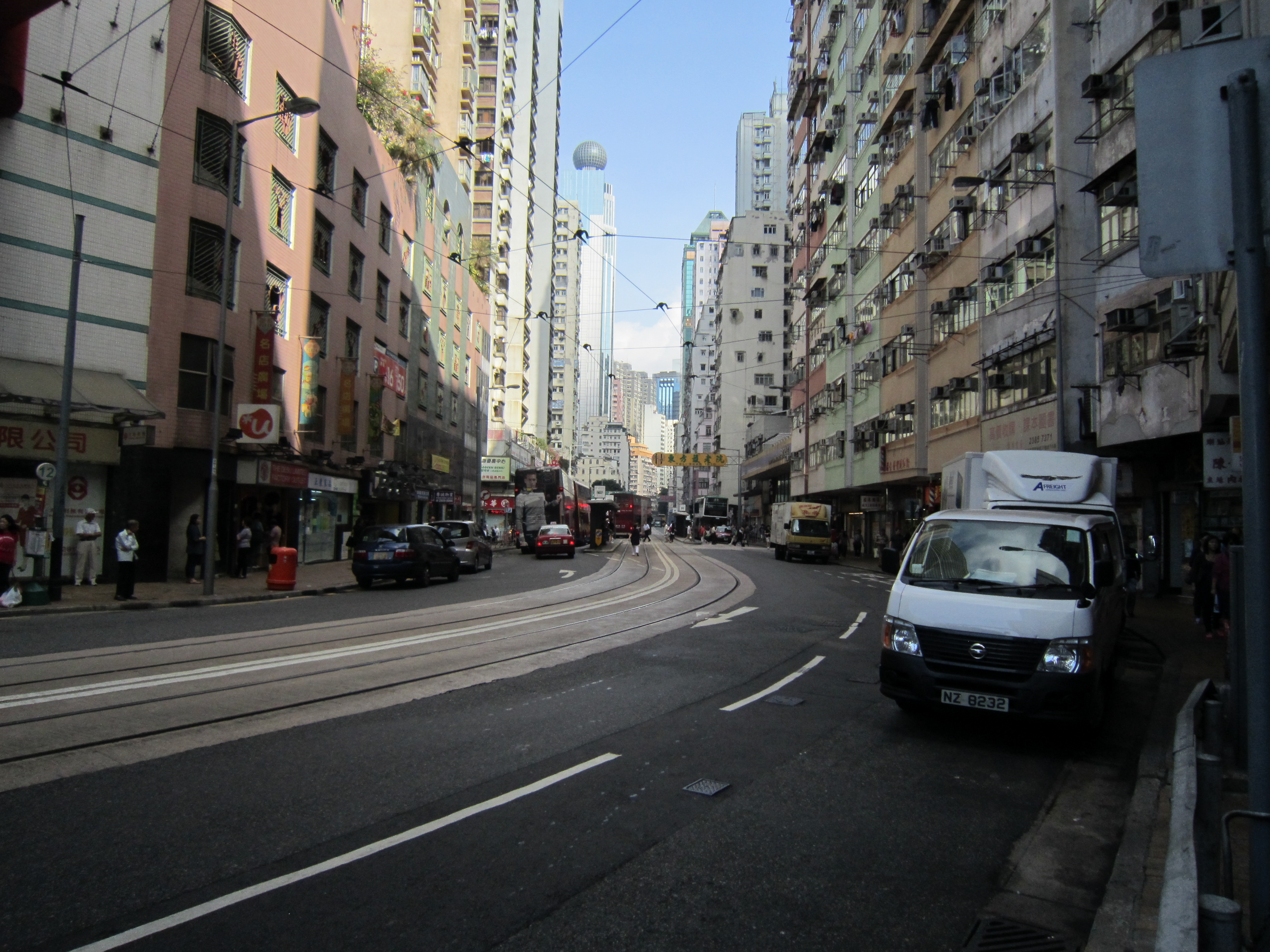
德輔道西（近山道），西港中心方向

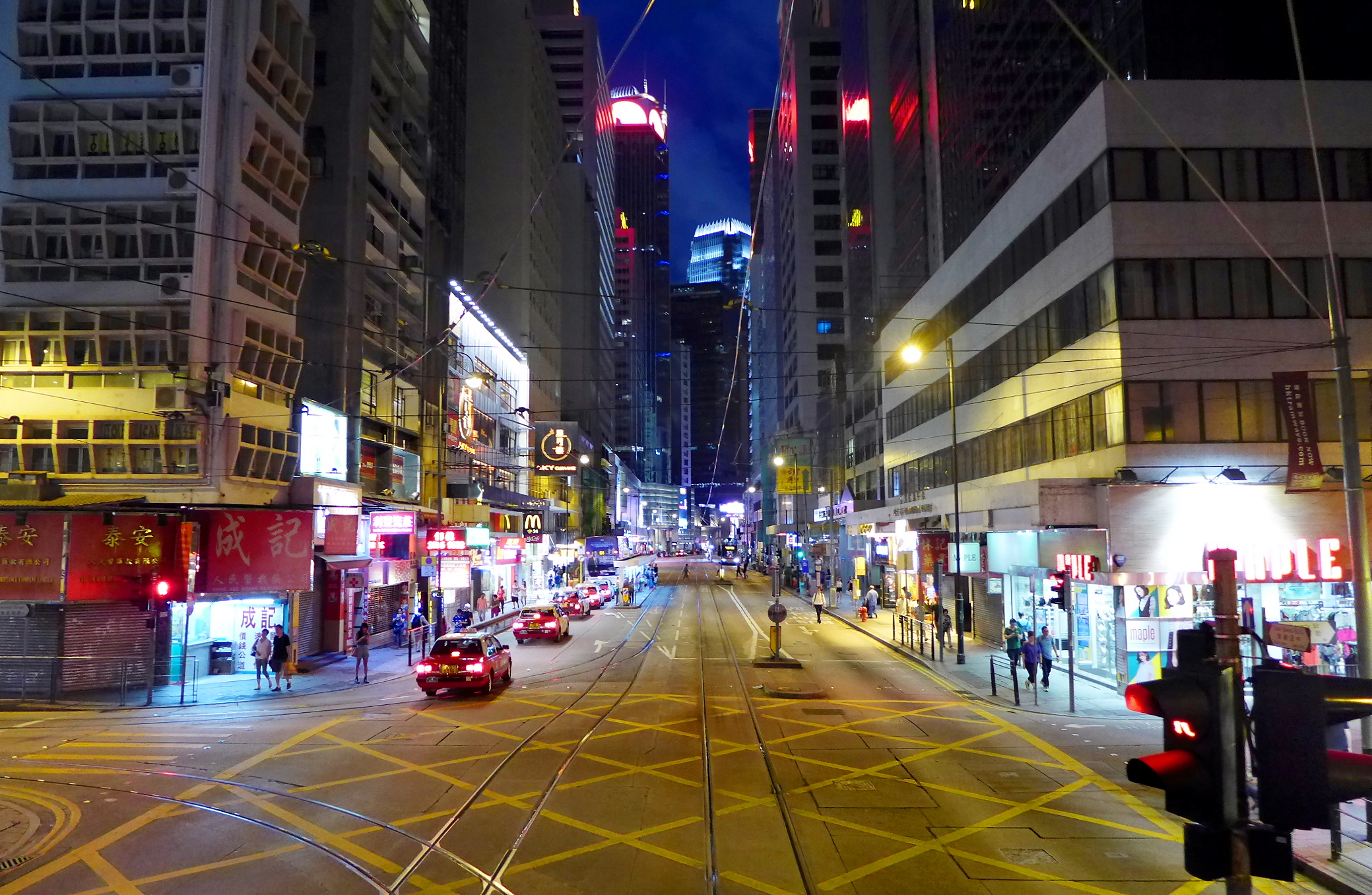
德輔道中上環段

德輔道中（英語：Des Voeux Road Central）及德輔道西（英語：Des Voeux Road West）是香港香港島中西區的主要道路，德輔道中與德輔道西並不連接，兩條道路的分隔處在上環，電車路線沿德輔道中及德輔道西而行。
在第二次世界大戰之前的文件中，德輔的英文名稱中的兩字母多寫作。不過現時官方的寫法是（「德輔」本身並非英文姓氏，而是法文姓氏）。德輔道中及德輔道西是以英國派駐香港的第10任港督德輔爵士來命名。

## 歷史
德輔道西本來稱為寶靈海旁西，是第4任香港總督寶靈所倡議的寶靈填海計劃下的產物。寶靈於1854年開始寶靈填海計劃。然而因為部分英國商人的反對，工程進展緩慢，最終只能在上環和西環填海，完成了寶靈海旁西。
第10任香港總督德輔上任後，決定繼續進行填海計劃，是為海旁填海計劃。在1890年至1904年，中環填海得出57英畝土地，德輔道中為新建成的街道之一。1904年，寶靈海旁西和寶靈海旁中正式貫通。為了紀念德輔，寶靈海旁西更名德輔道西。香港日佔時期，德輔道曾更名為昭和通。

## 德輔道中
德輔道中東面連接金鐘道及皇后大道中，西面則至西港城（上環街市）止，與安泰街相交。上環街市電車總站亦設在此處。西行車輛可經摩利臣街至干諾道西，東行車輛則可由干諾道西經急庇利街進入德輔道中。在干諾道西設有一段分隔道路，供車輛及電車前往德輔道西。在中環皇后像廣場至畢打街一段東行線及皇后像廣場至租庇利街一段西行線均屬巴士及電車專線。德輔道中地下為港鐵港島綫管道。
23家香港註冊持牌銀行當中，有多達11家都將總部設於德輔道中，包括匯豐銀行（門牌地址位於皇后大道中1號，但與德輔道中相鄰）、渣打銀行（4至4A號）、東亞銀行（10號）、創興銀行（24號）、富邦銀行（38號）、招商永隆銀行（45號）、集友銀行（78號）、恒生銀行（83號）、大眾銀行（120號）、大生銀行（130-132號）及南洋商業銀行（151號）。
另外，多間銀行都在德輔道中開設分行，包括大新銀行、中信銀行（國際）、中國工商銀行（亞洲）、中國建設銀行（亞洲）、中銀香港、交通銀行、花旗銀行、星展銀行。

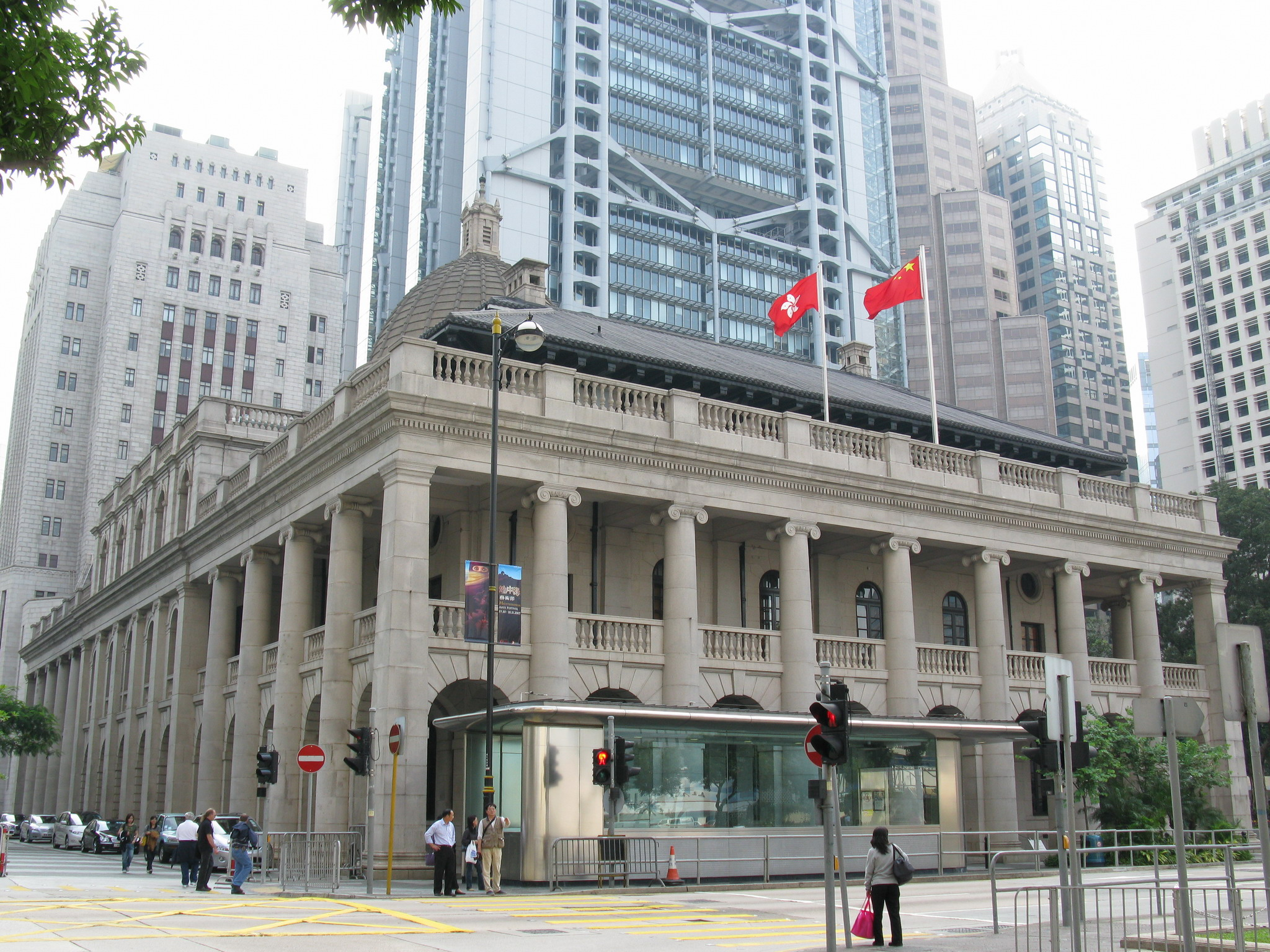
香港終審法院大樓
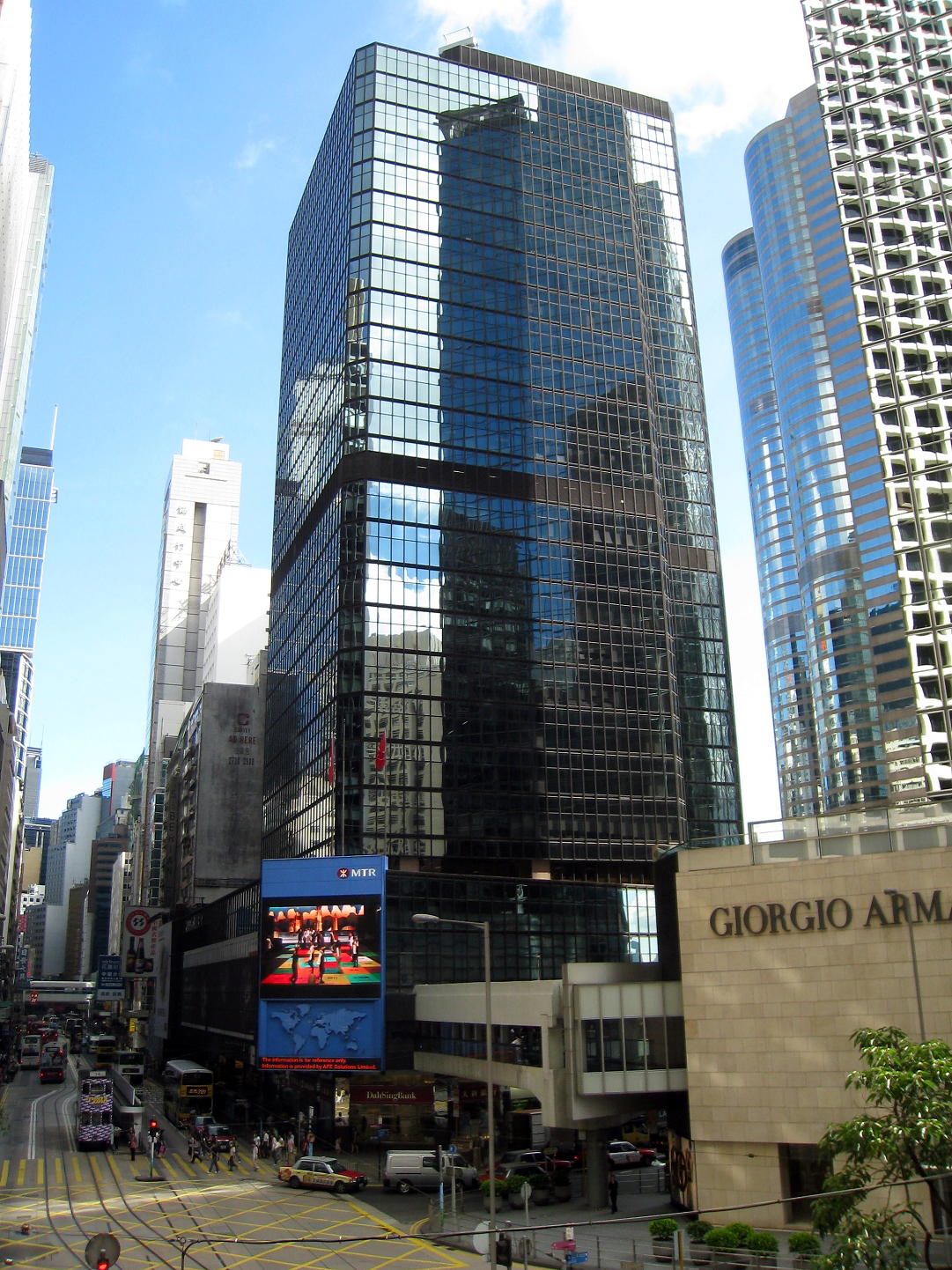
環球大廈
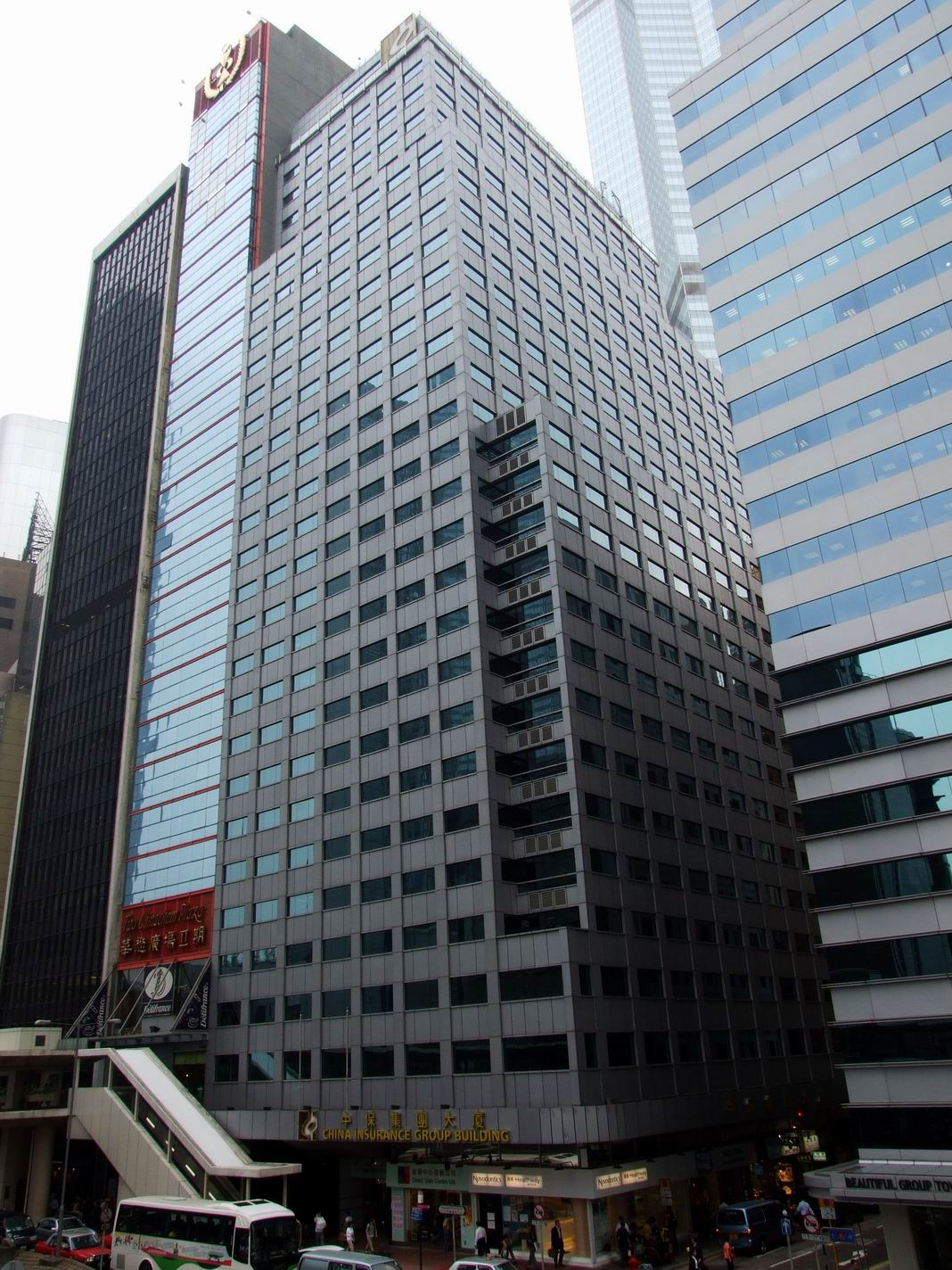
中保集團大廈
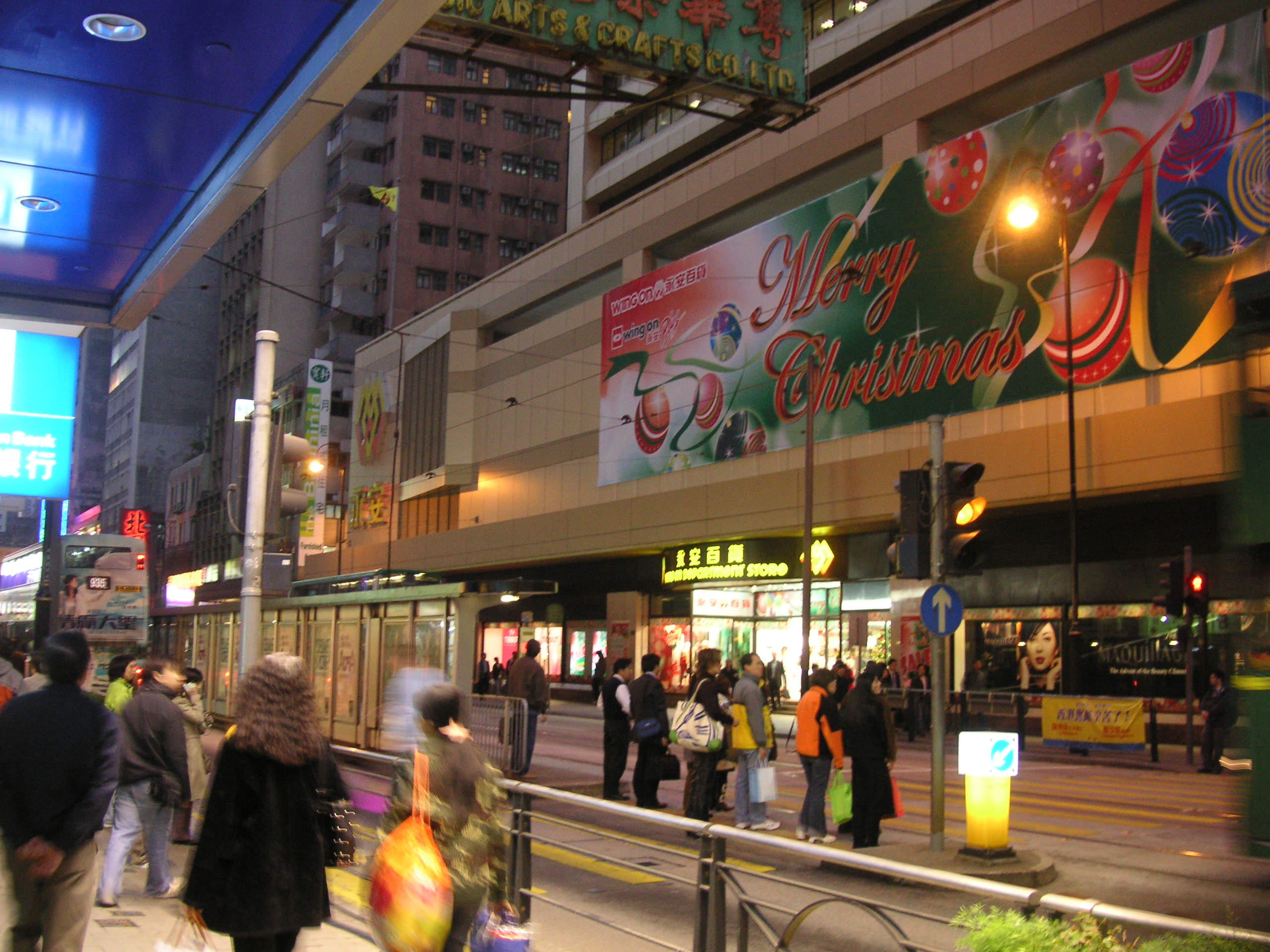
德輔道中近永安百貨上環總店
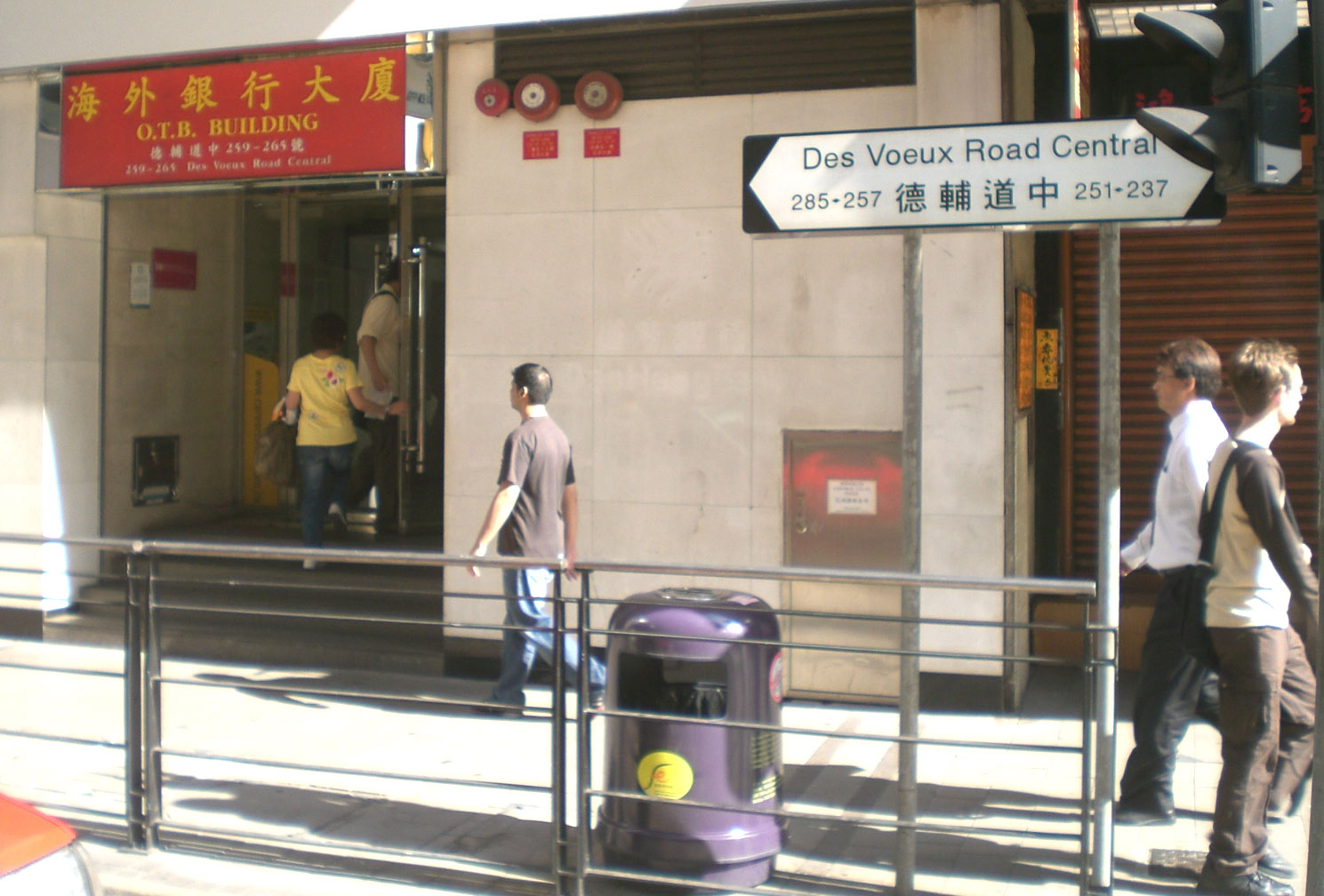
海外信託大廈
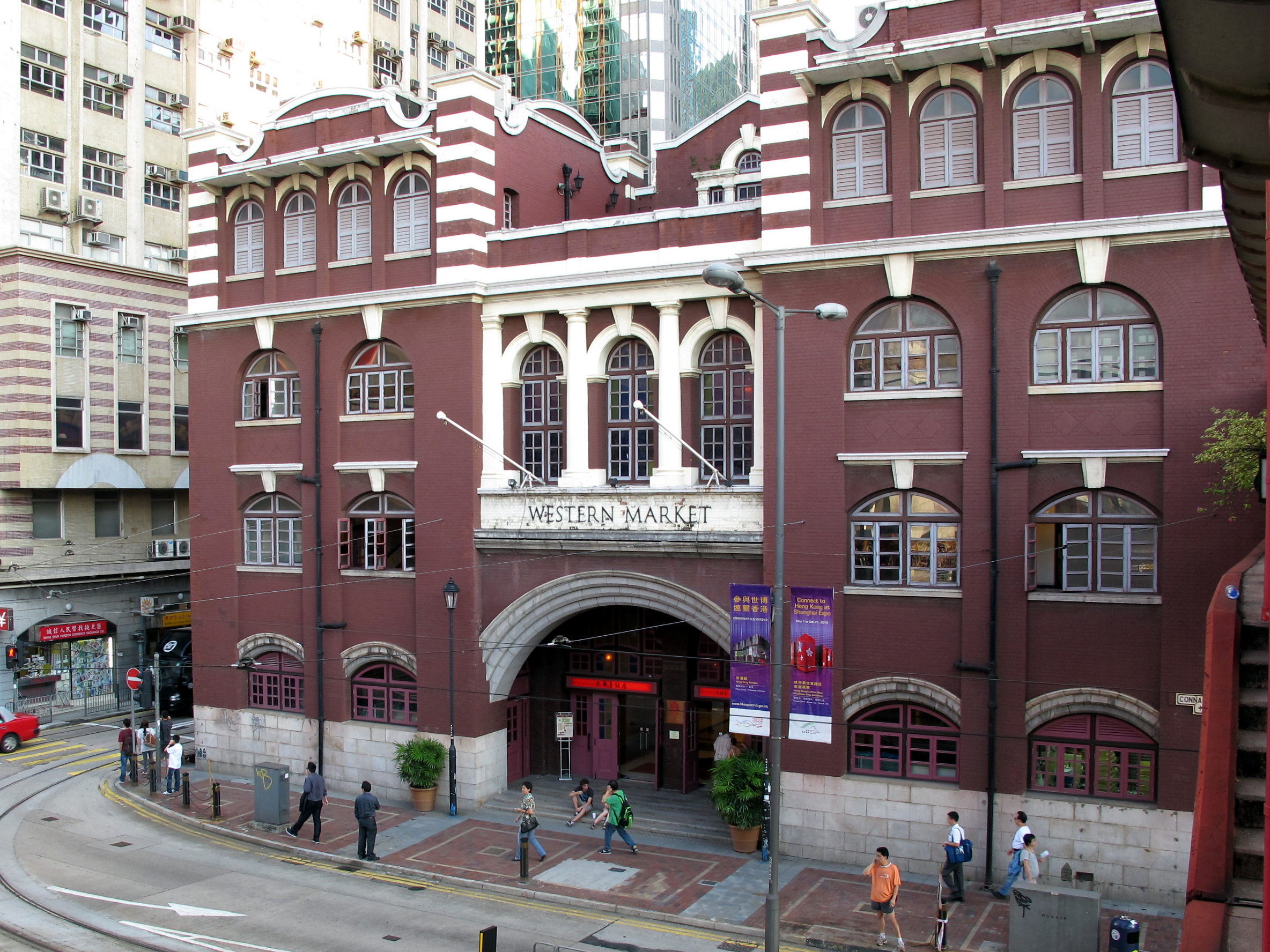
西港城
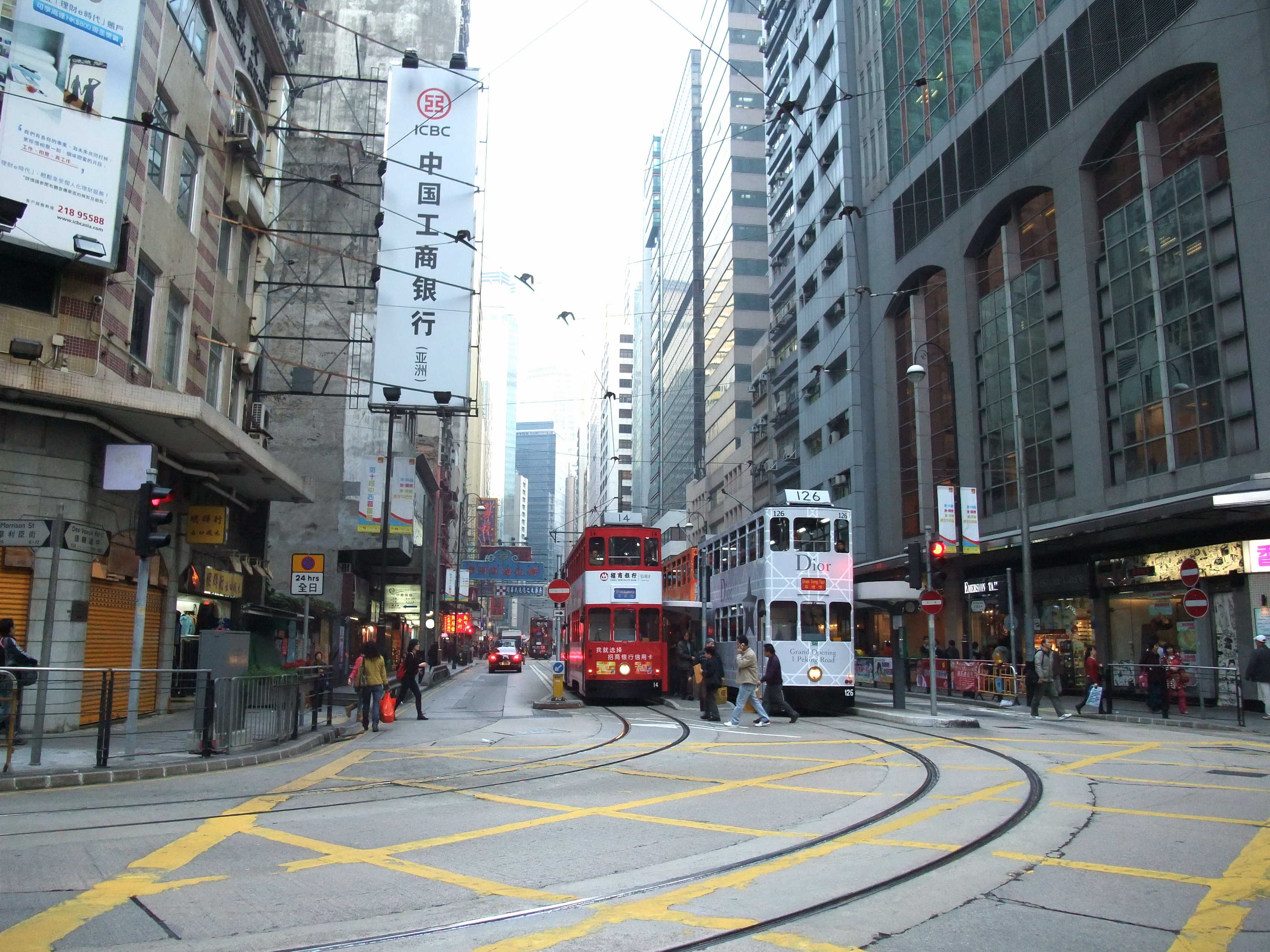
德輔道中近摩利臣街的西港城電車總站
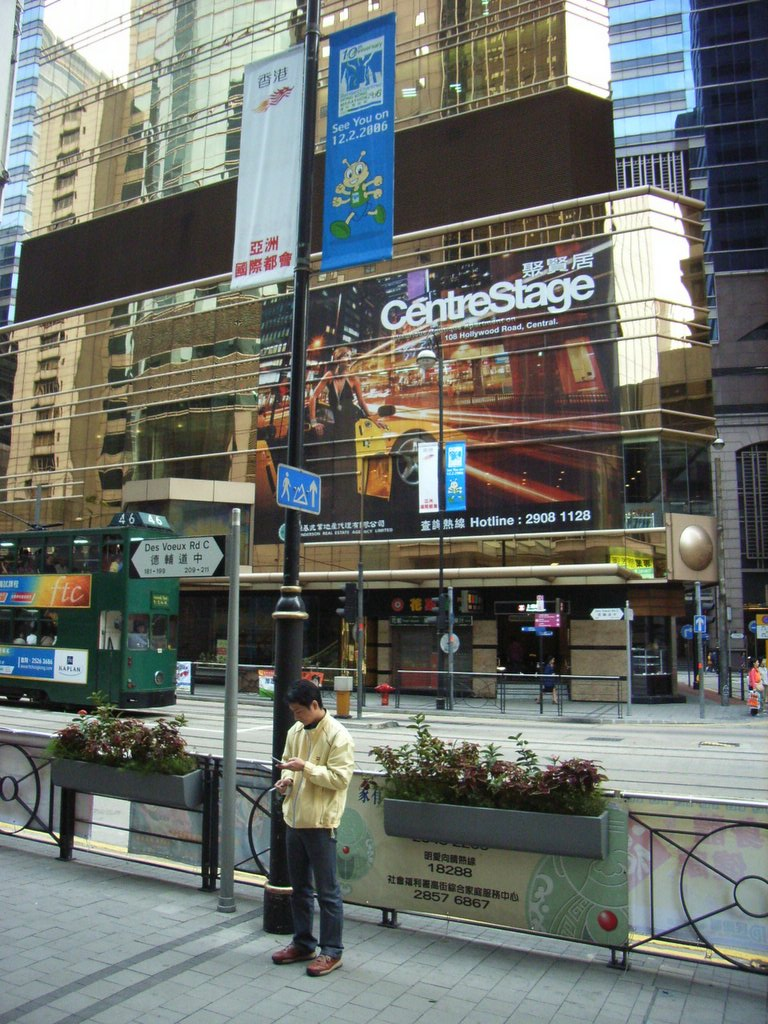
德輔道中近上環林士街
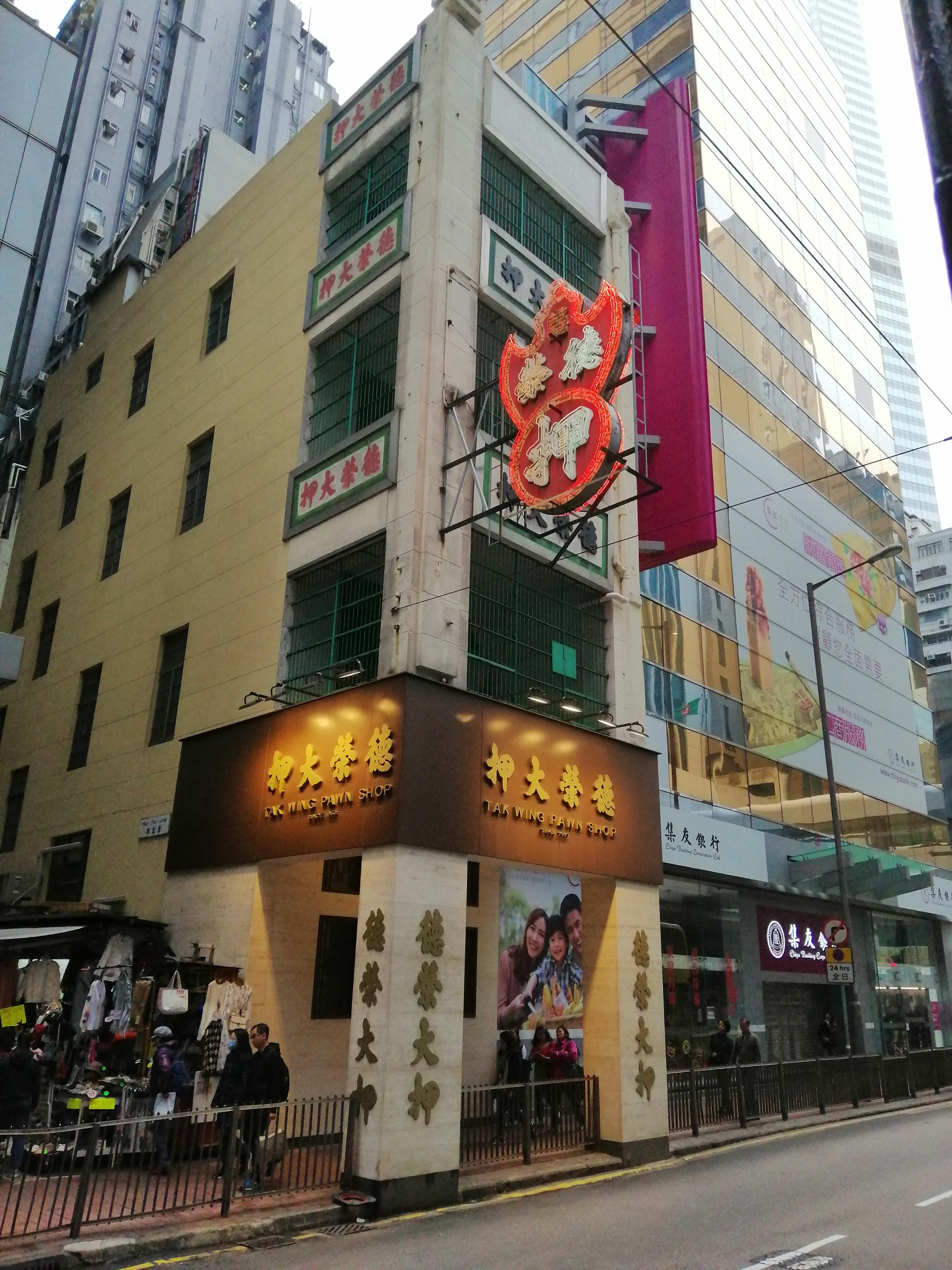
德輔道中近德榮大押
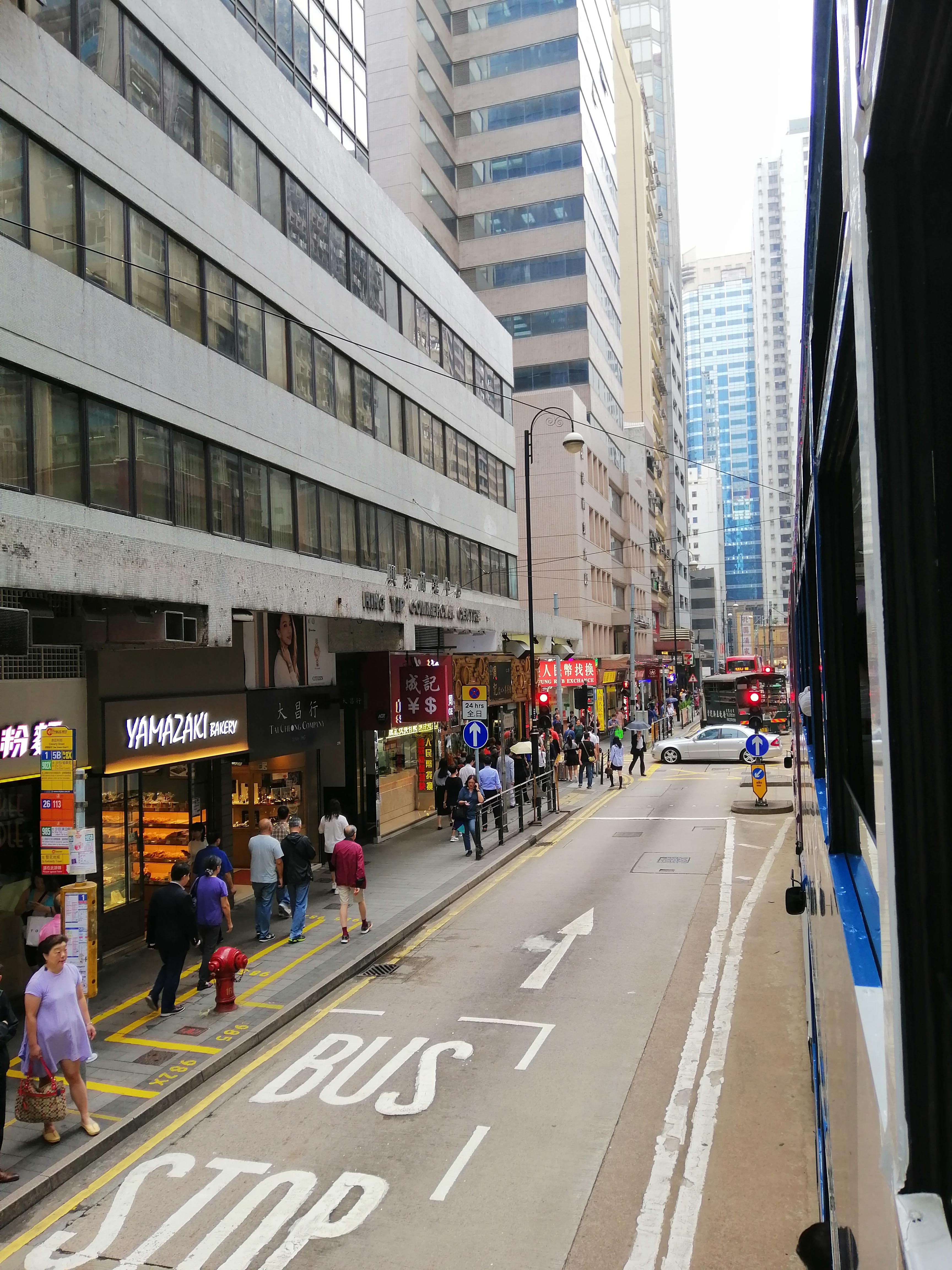
德輔道中近興業商業中心

## 德輔道西

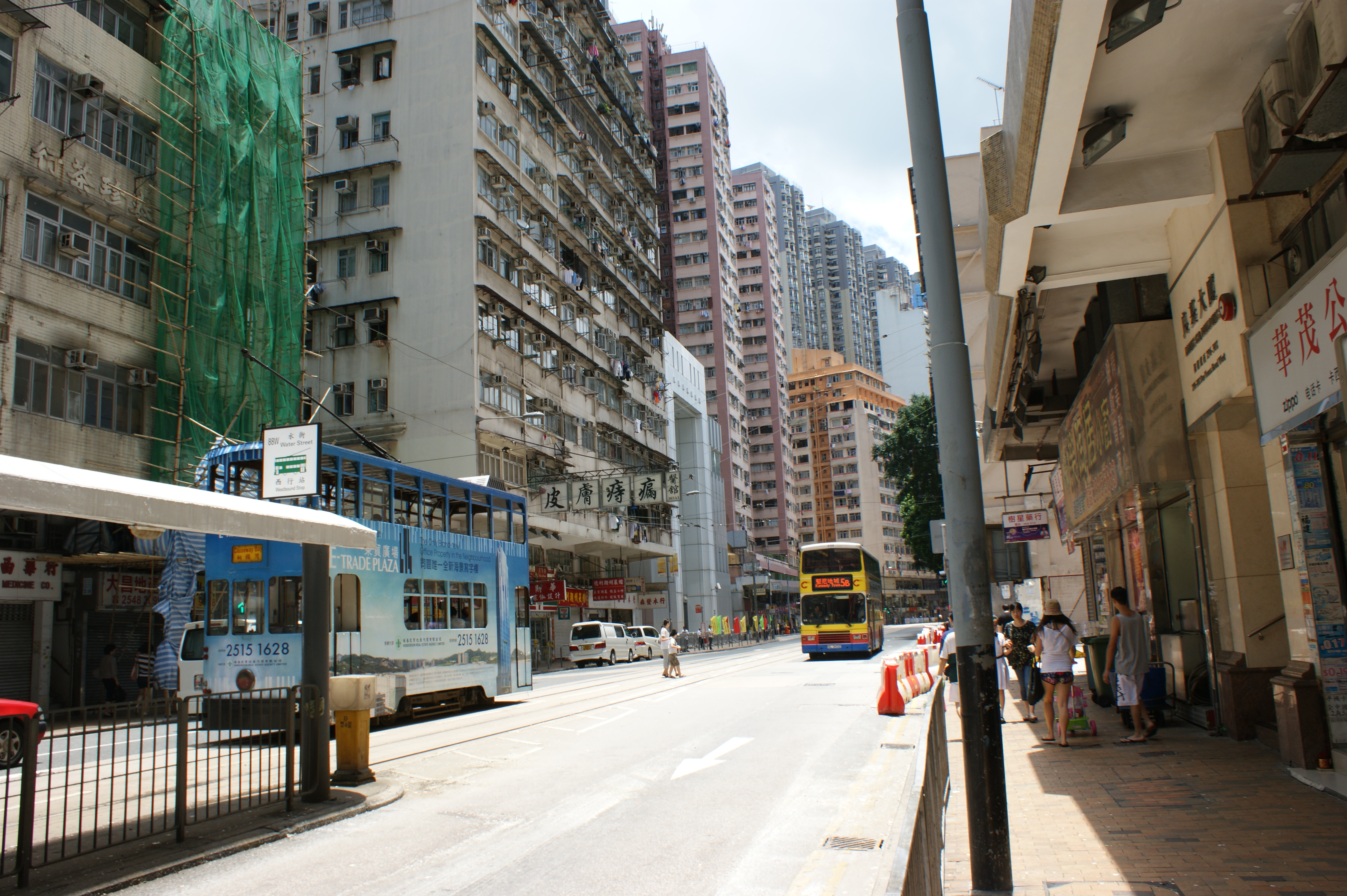
德輔道西（東行）與朝光街交界，近水街電車站（西行）

德輔道西東面連接干諾道西，前稱為三角碼頭一帶，經過海味店雲集的上環和西營盤、西區警署，至屈地街一帶止，西面連接的堅彌地城海旁。介乎皇后街與正街之間的一段德輔道西，是海味街的一部份。

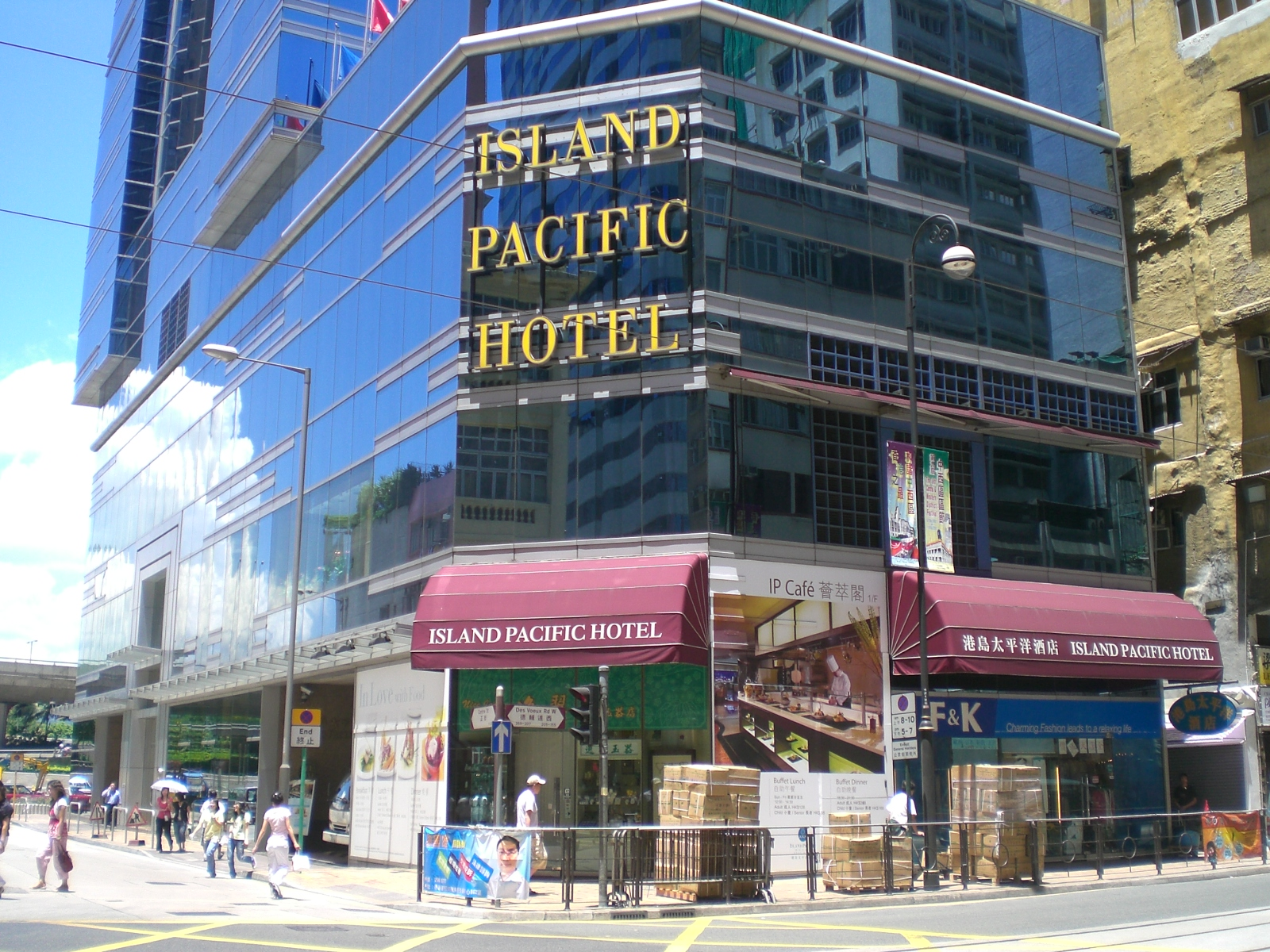
港島太平洋酒店
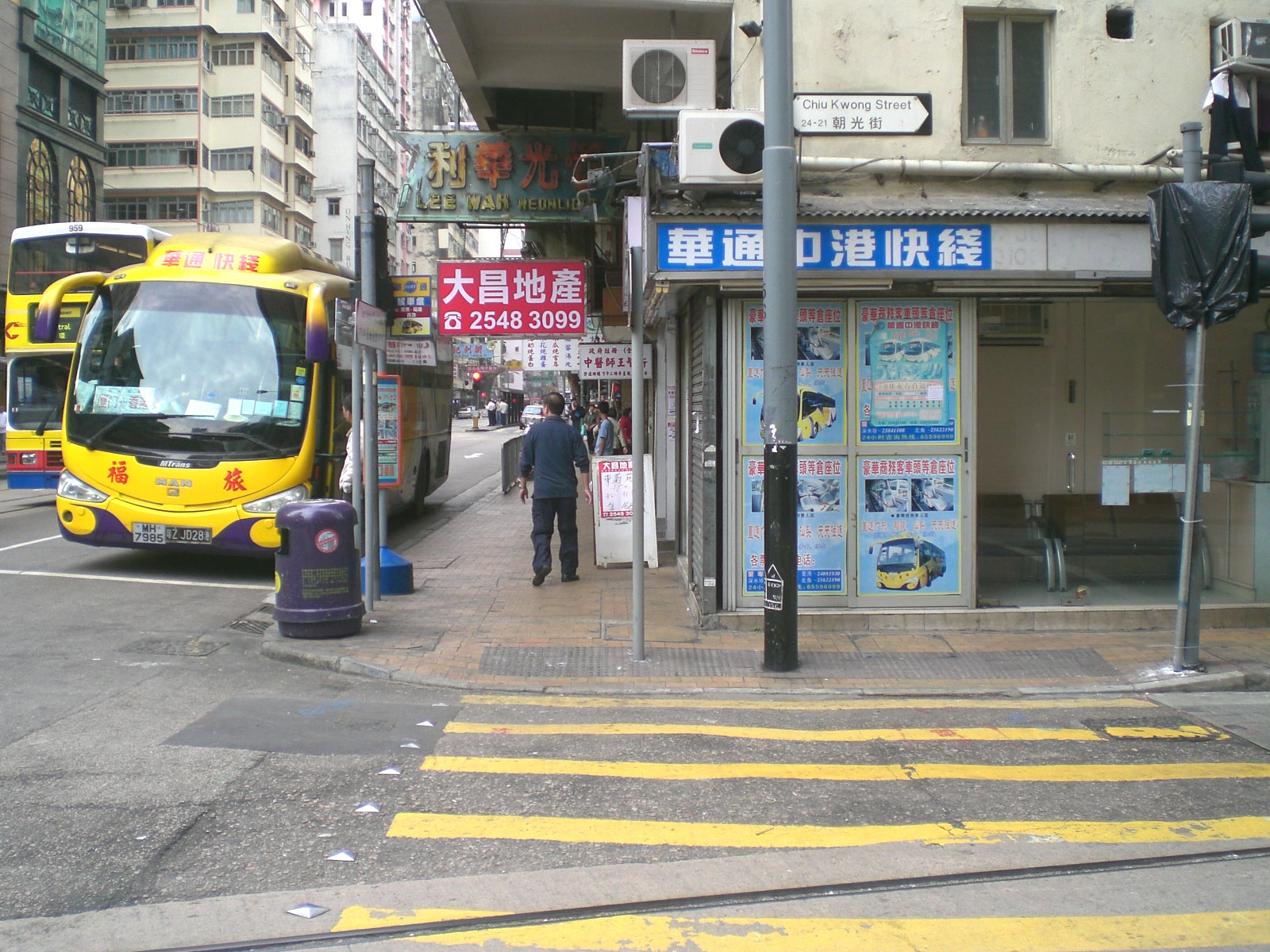
朝光街港中跨境巴士站
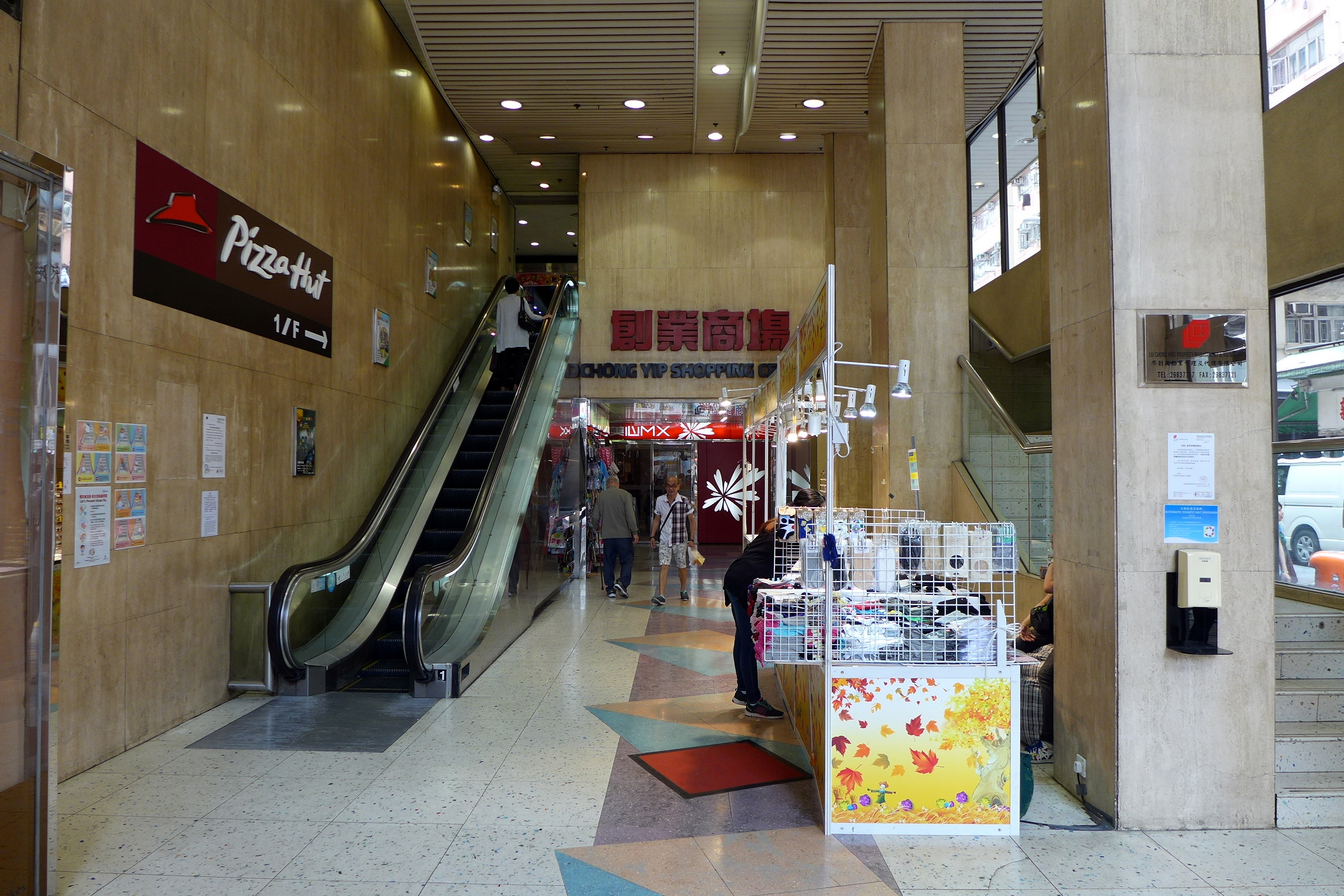
創業商場
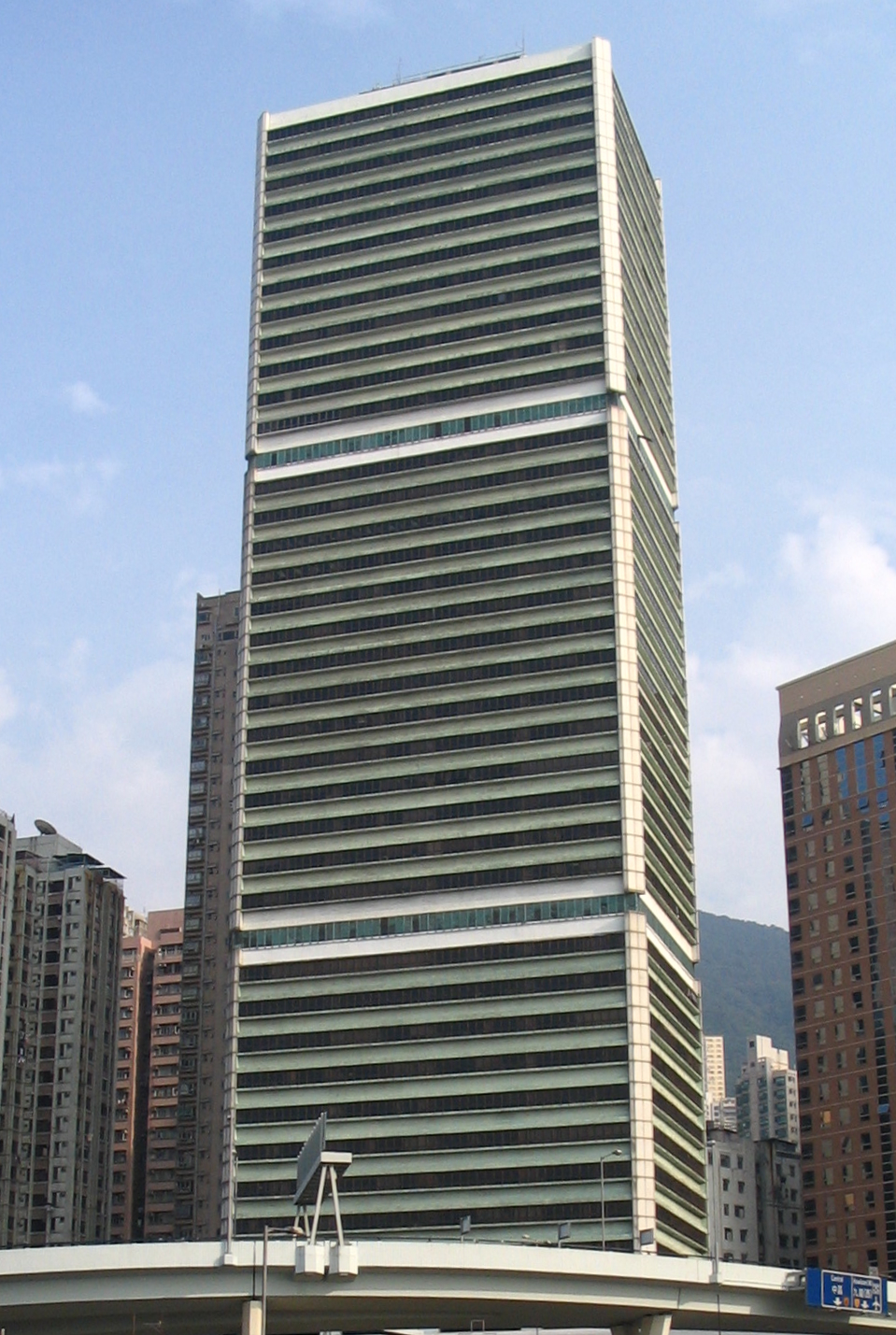
香港商業中心
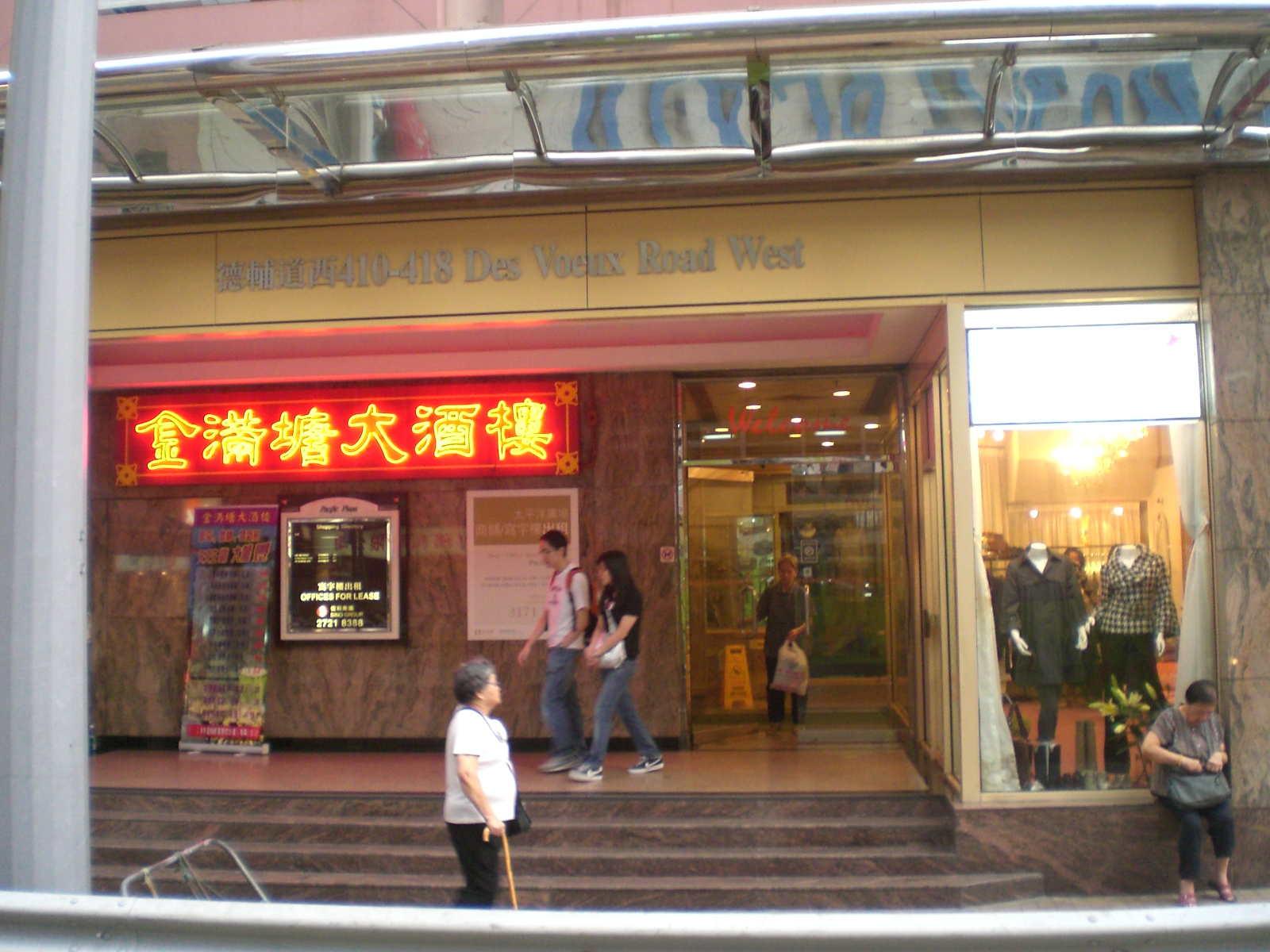
德輔道西太平洋廣場
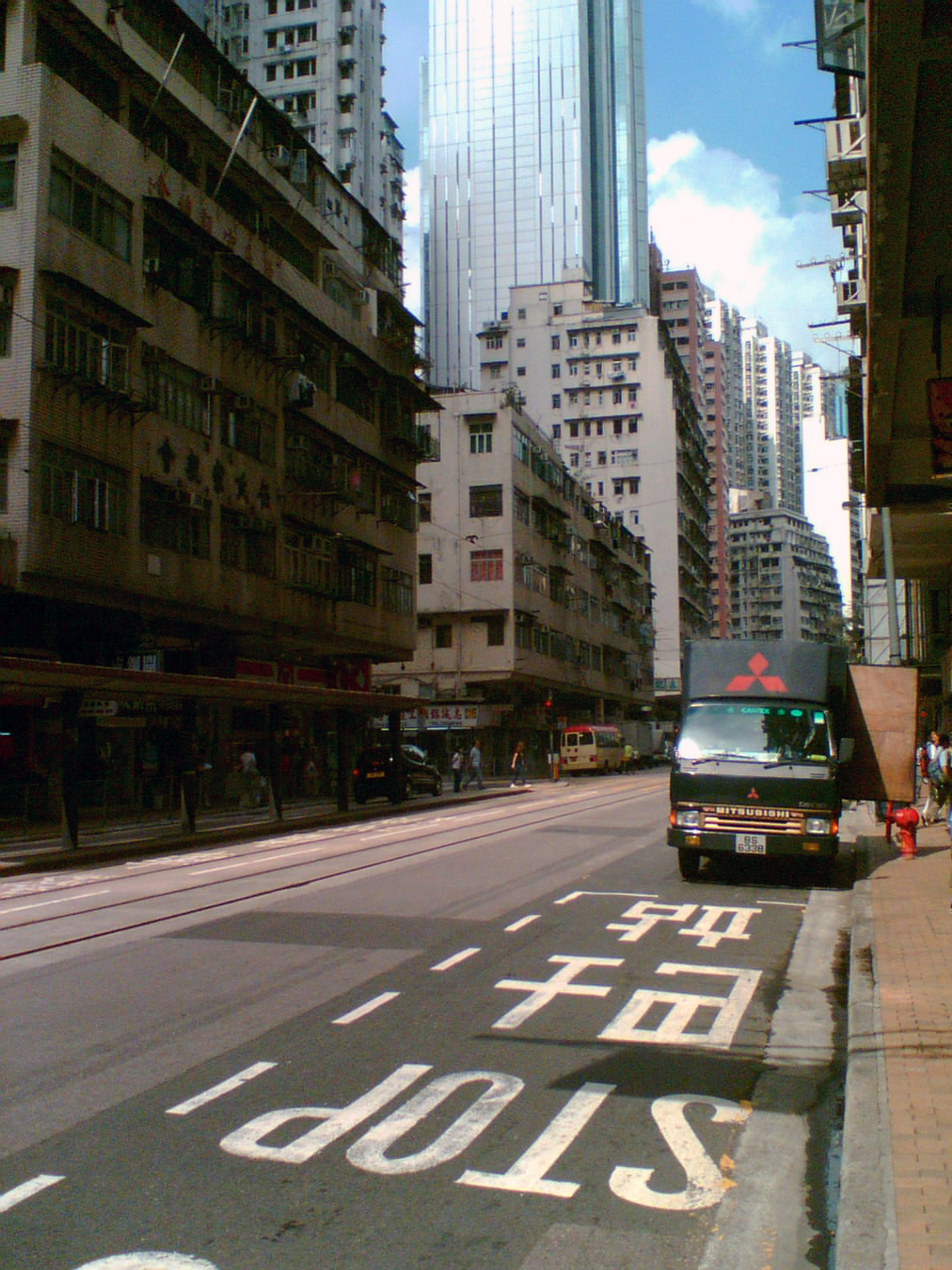
德輔道西近水街
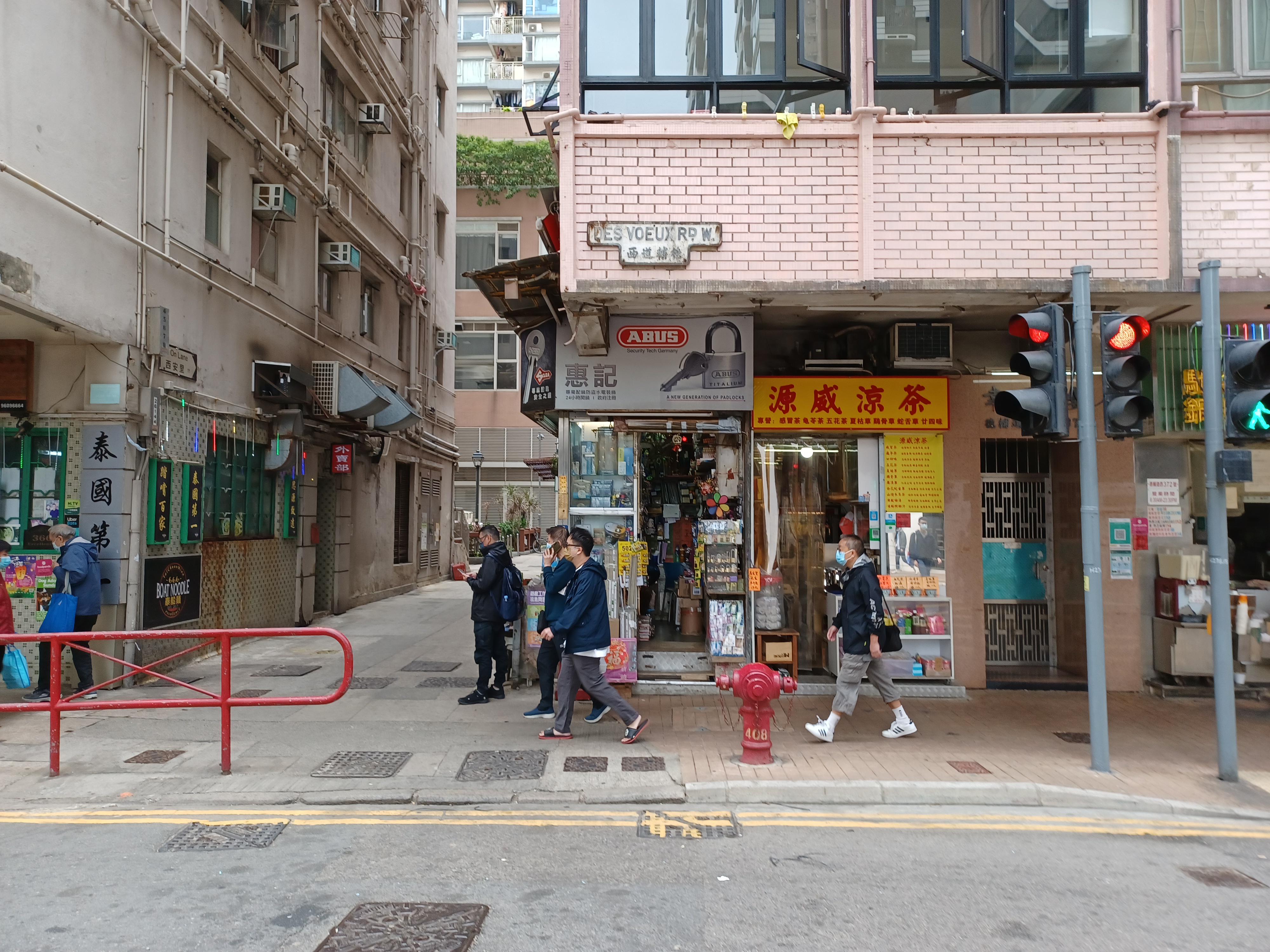
德輔道西T型街牌
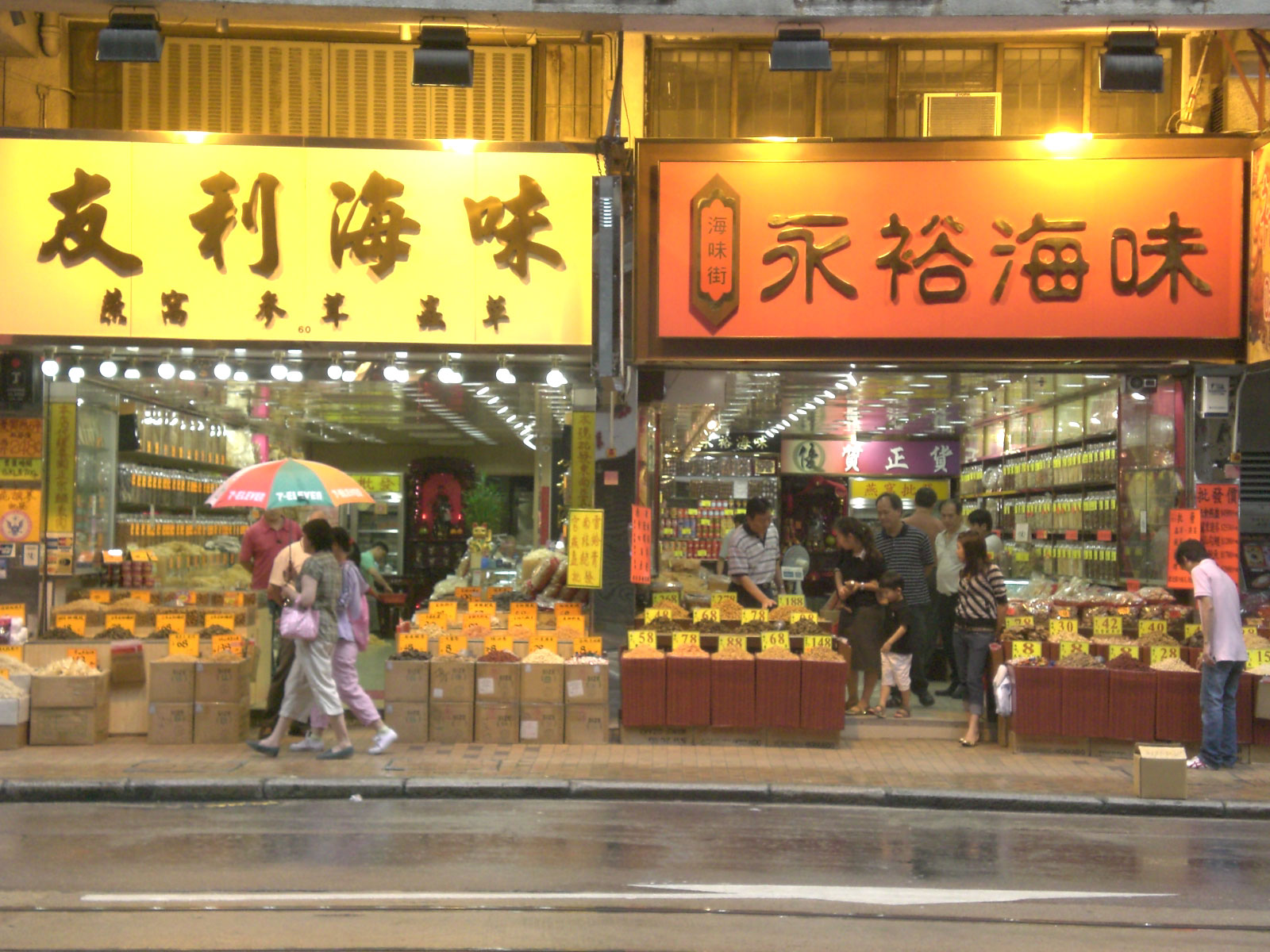
德輔道西海味街一景
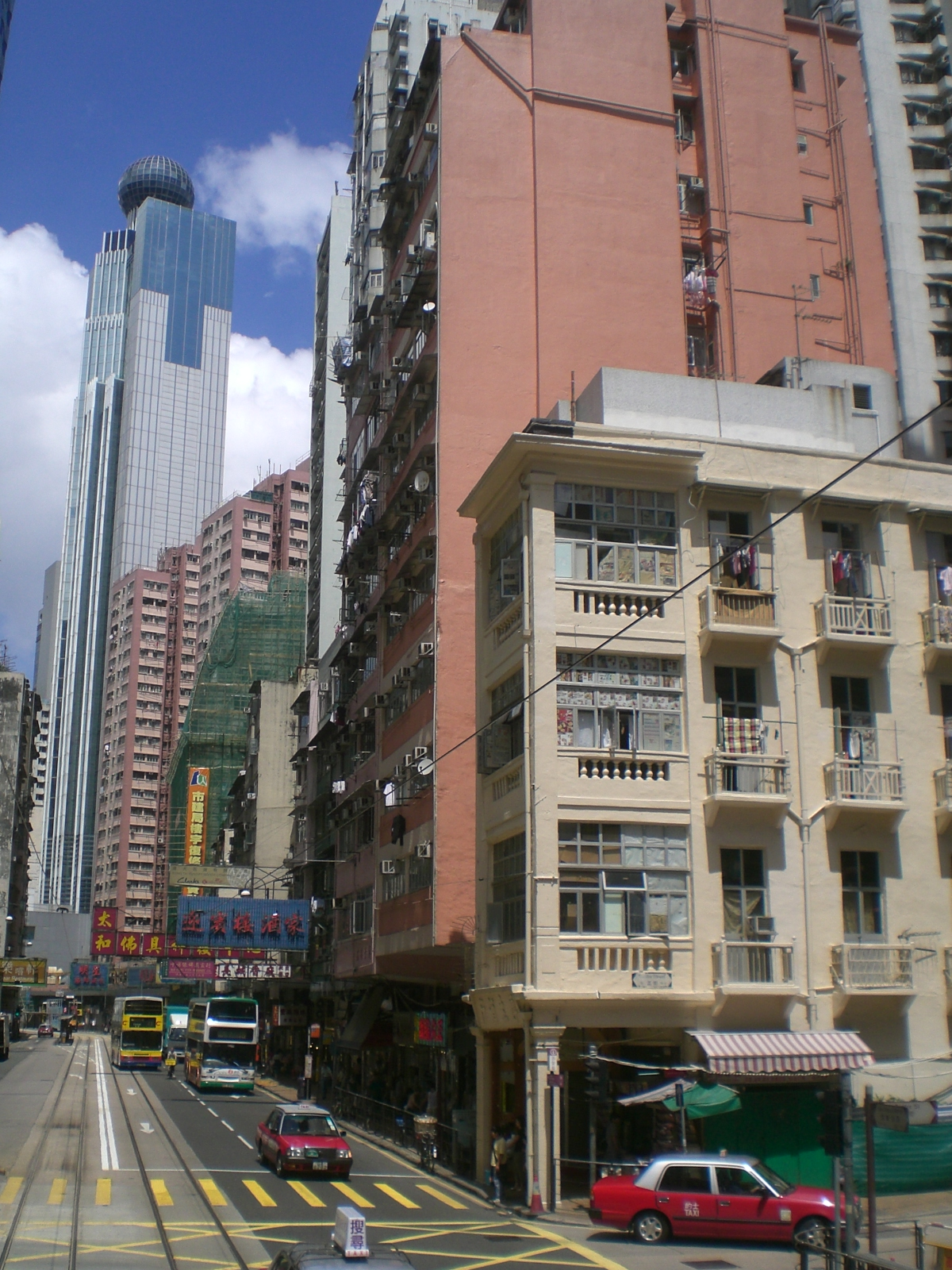
德輔道西電車路一景，背景的藍色大廈為香港中聯辦大樓
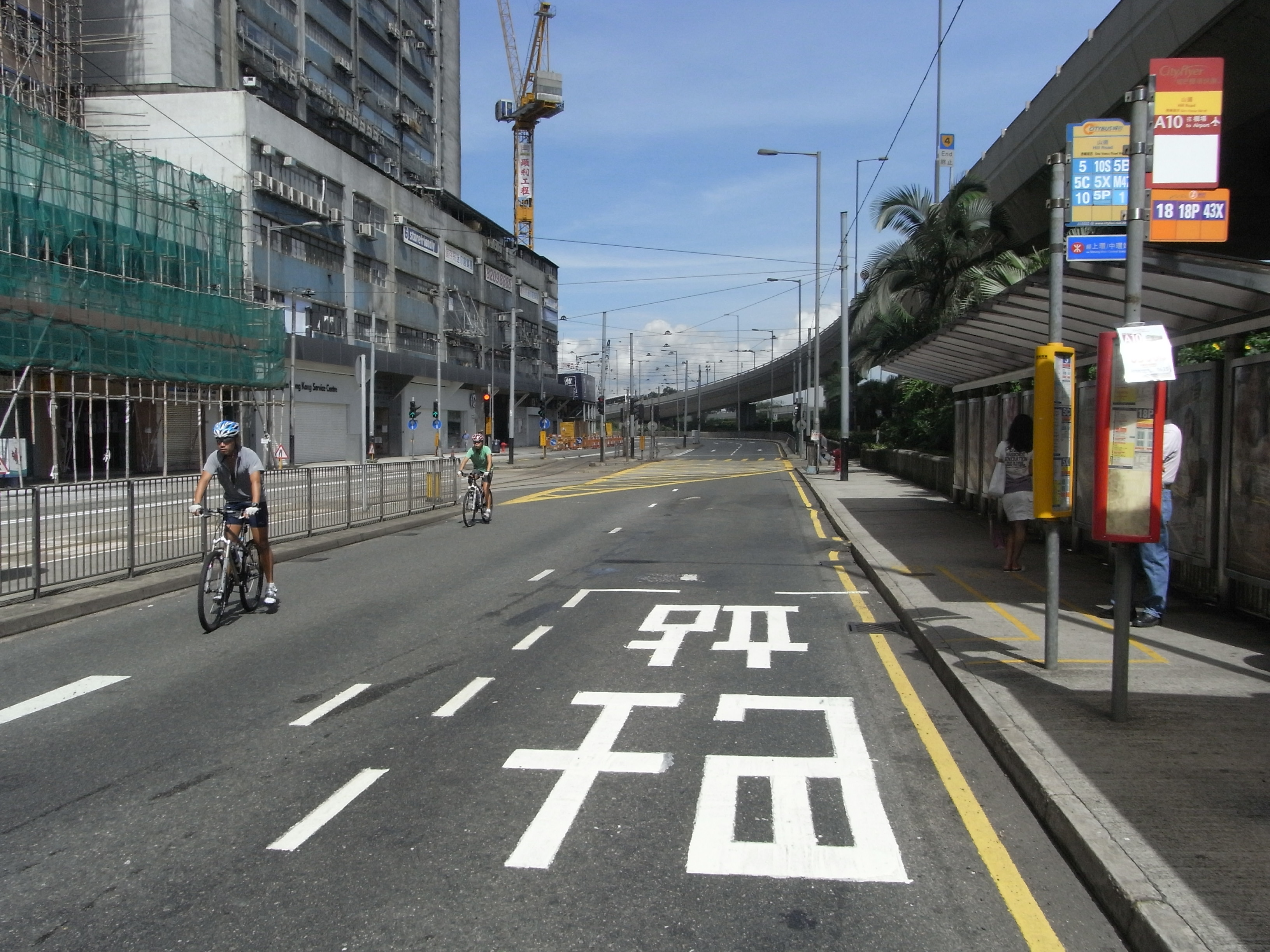
德輔道西近西端
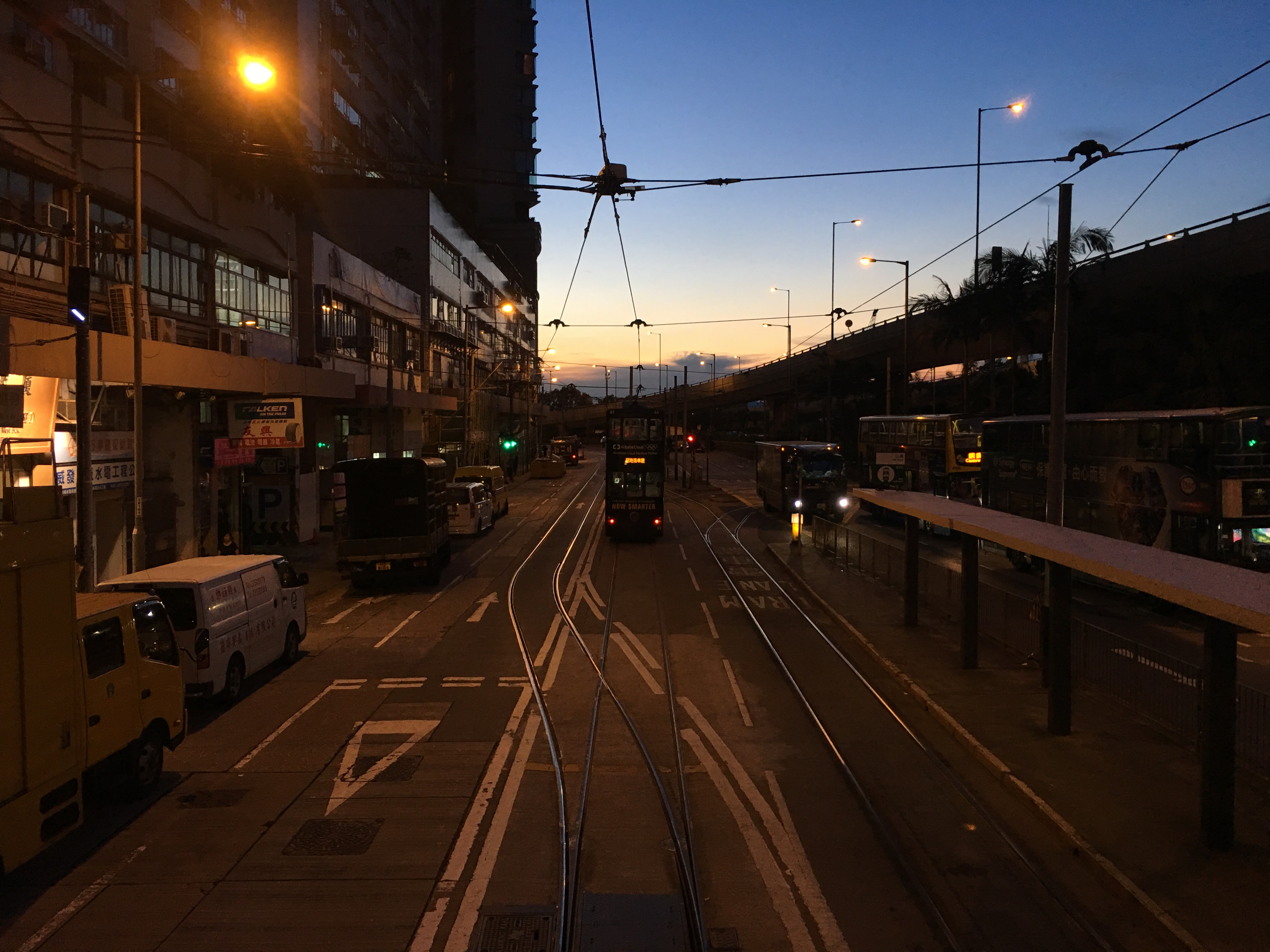
在電車上觀看德輔道西（近屈地街）日落的景象

## 民間構思行人及電車專用區方案

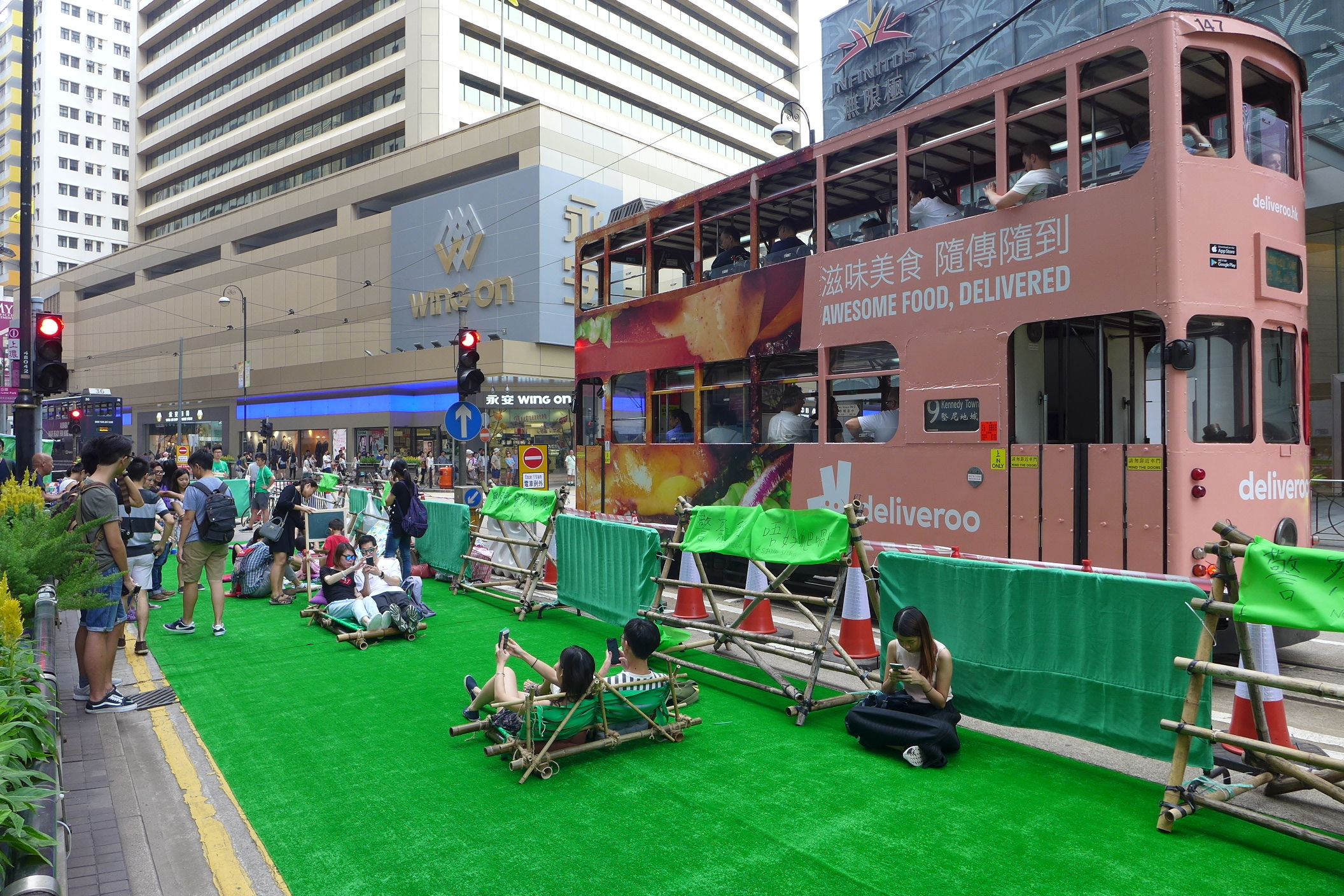
2016年9月25日，民間團體舉辦「非常德」活動，作為公共空間實驗

早於2000年，因一次竹棚意外，香港規劃師學會向政府提出將德輔道中改劃為行人及電車專用區。不過到2003年，政府架構變為三司十一局後，方案未有再處理。
2014年4月，規劃師學會聯同城大及思匯政策研究所等建議，待中環灣仔繞道落成後，將德輔道中改為行人專用區及只准電車行駛，加上全面綠化，將令整個中環大變身，提供高質素公共空間。
到2015年9月，商界、學會及關注團體組成「德輔道中聯盟」，大力推動行人及電車專用區，焦點是將上環西港城至中環畢打街的一段德輔道中，限制各類汽車駛入，以改善中環空氣質素。總部設於上環的南豐集團董事總經理蔡宏興亦身支持，指專用區有利商業發展。聯盟有意籌款1000萬元為計劃做顧問研究，又擬向政府申請封路一天試行。
聯盟邀請了香港大學建築學院及美國哥倫比亞大學建築、規劃及歷史保護研究院，合作設計出多個發展構思，內容會分別於今年12月的「2015深港城市/建築雙城雙年展」及中區作巡迴展出。兩間大學的初步構思，將德輔道中分為6個行人小區，舉辦街頭嘉年華、劇場甚至變身做森林等。
2016年9月25日，3個民間團體於早上10時至下午4時在德輔道中文華里至摩利臣街一段長200多米的道路設立臨時行人專區，活動名為「非常（　）德」。超過40個團體在鋪上人造草皮的專區內舉行13個不同形式的主題活動，包括手工藝作坊、親子閱讀、以物易物、音樂/舞蹈表演、單車遊、遊戲攤位及踢足球等。團體希望讓公眾人士能體驗城市空間內，可創造不同可能。

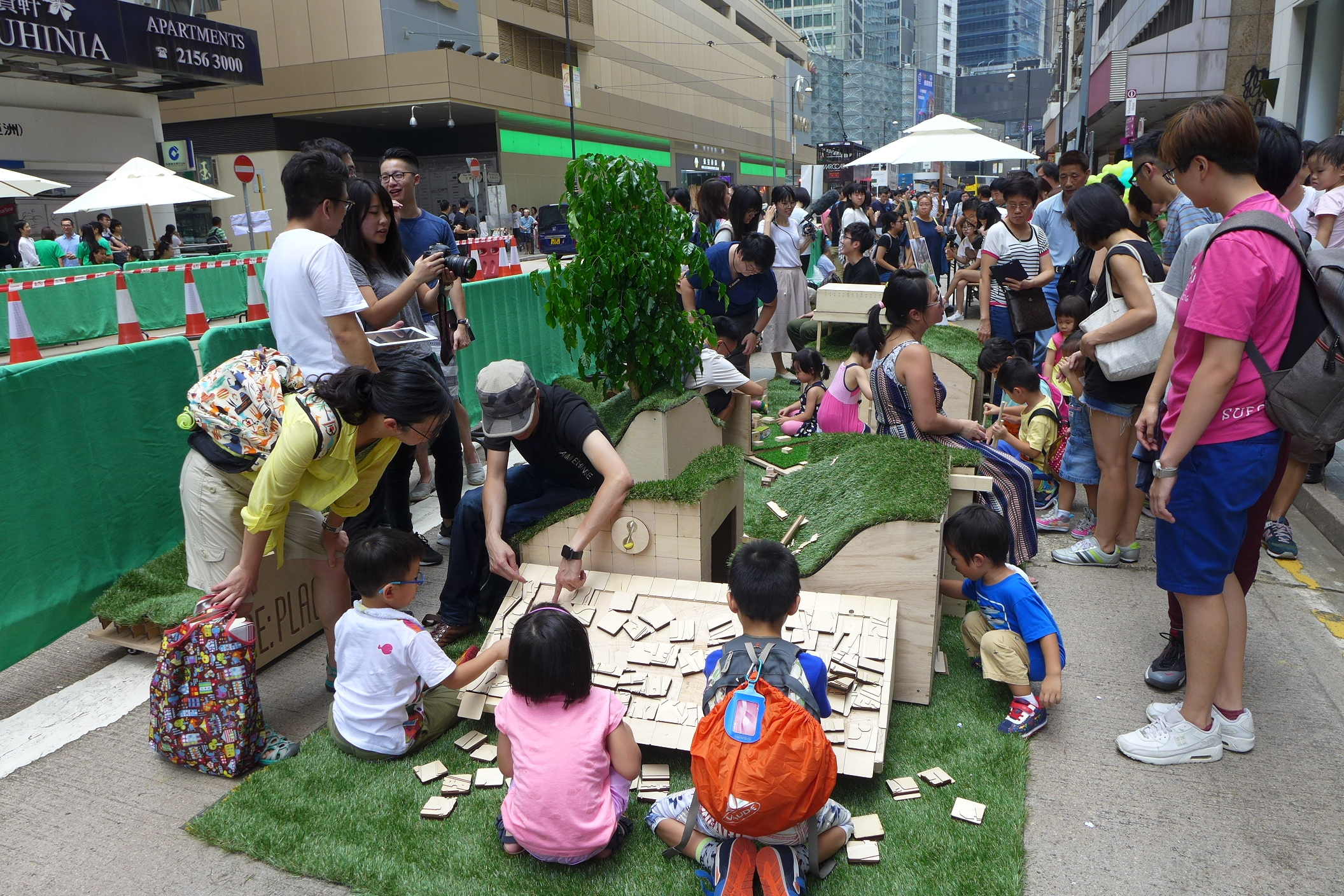
仿草製閒座區
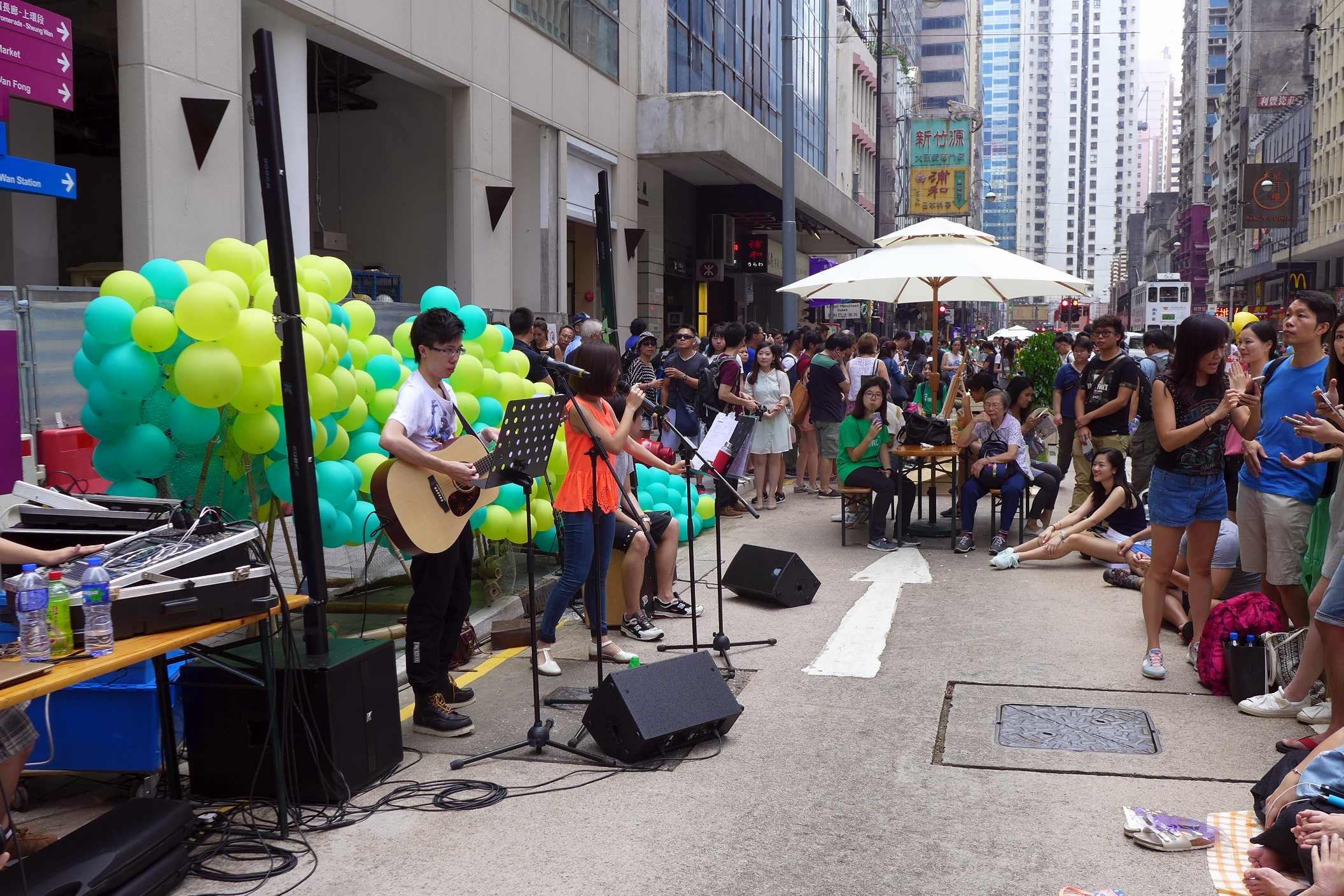
音樂表演
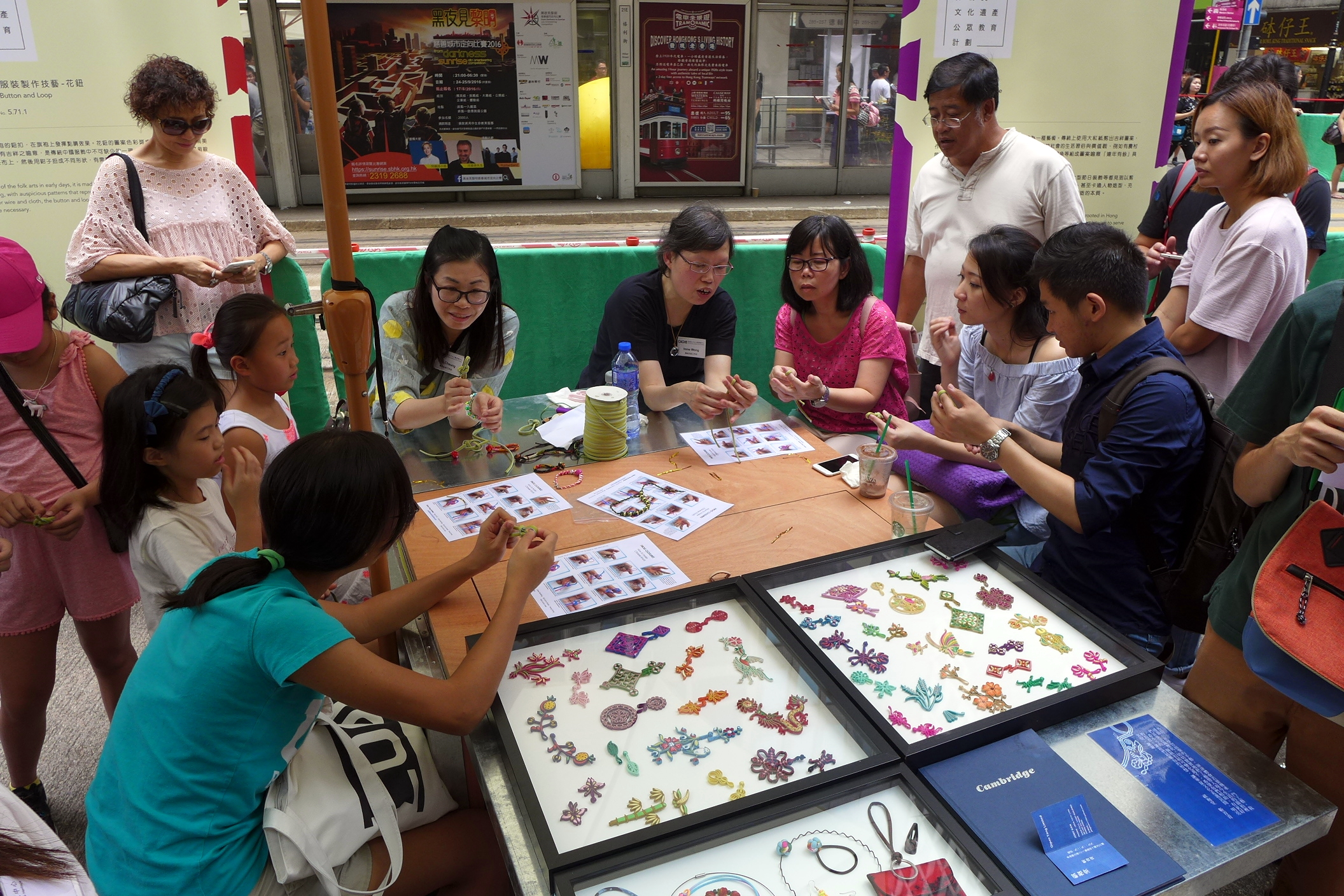
手工藝作坊
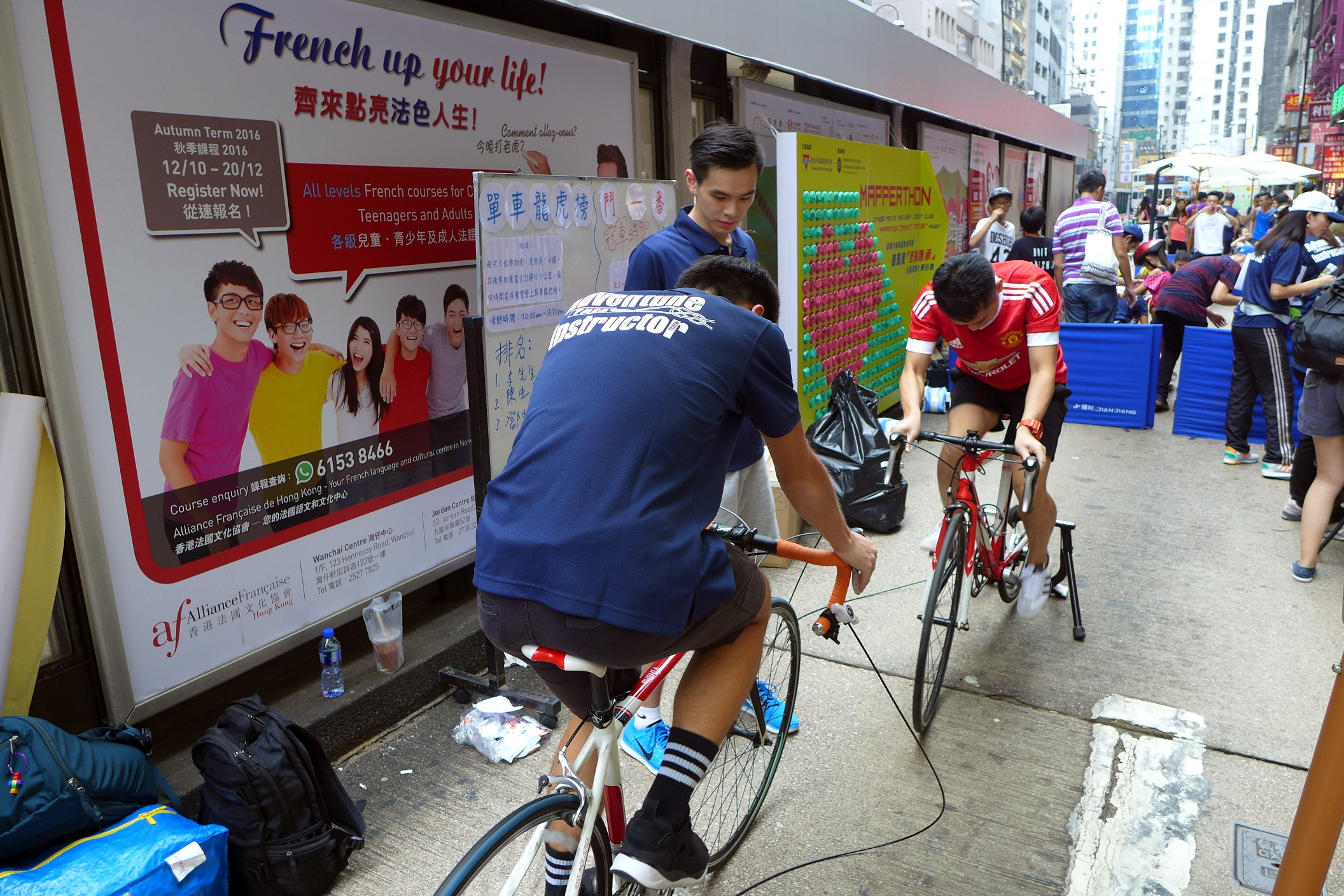
單車競速賽

## 沿路著名地點
- 維壹
- 業昌大廈
- 香港商業中心
- 太平洋廣場
- 光前大廈
- 均益大廈
- 創業商埸
- 創業中心
- 維港峰
- 華明中心
- 華大盛品酒店
- 香港萬怡酒店

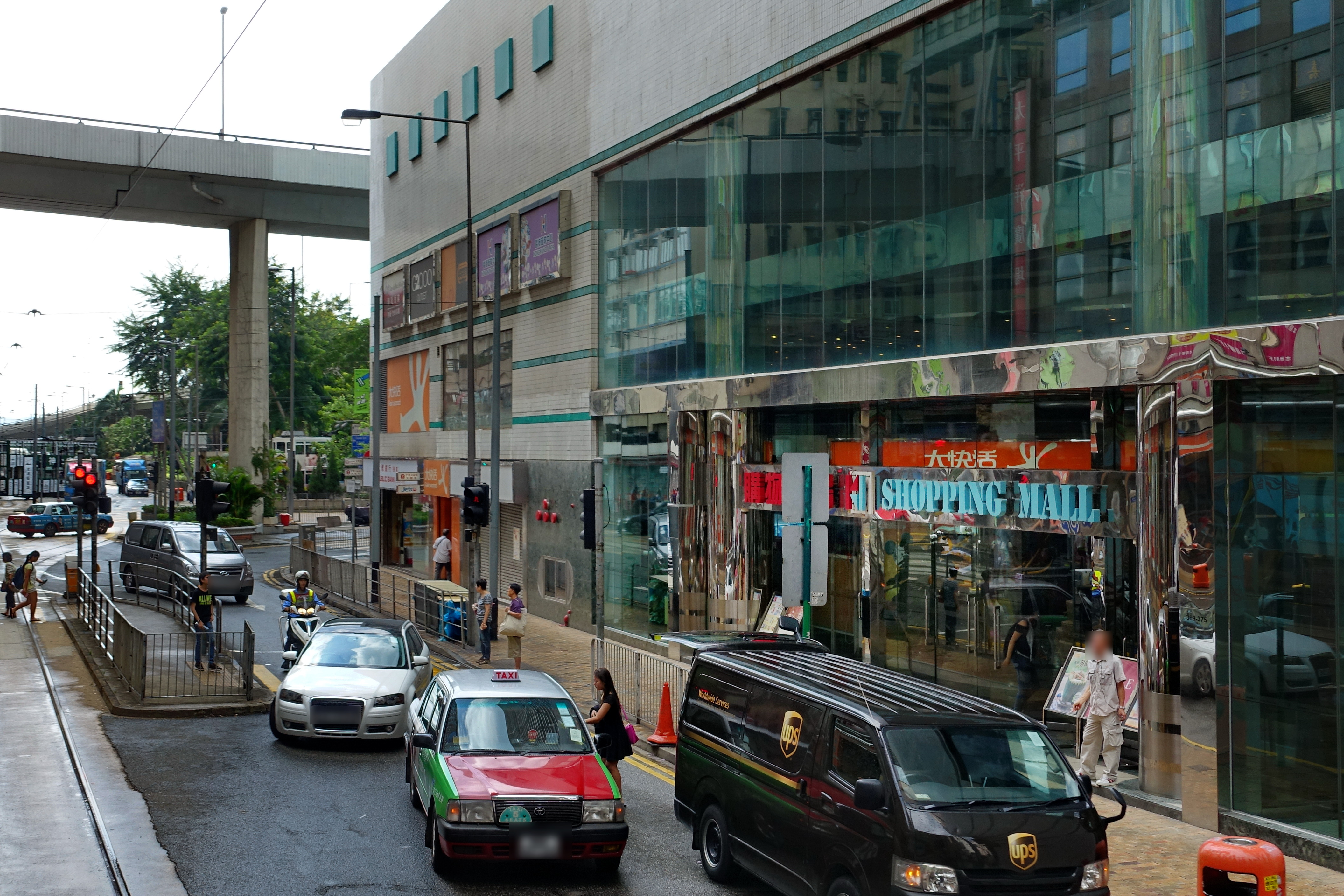
位於德輔道西369號的香港商業中心購物廣場入口

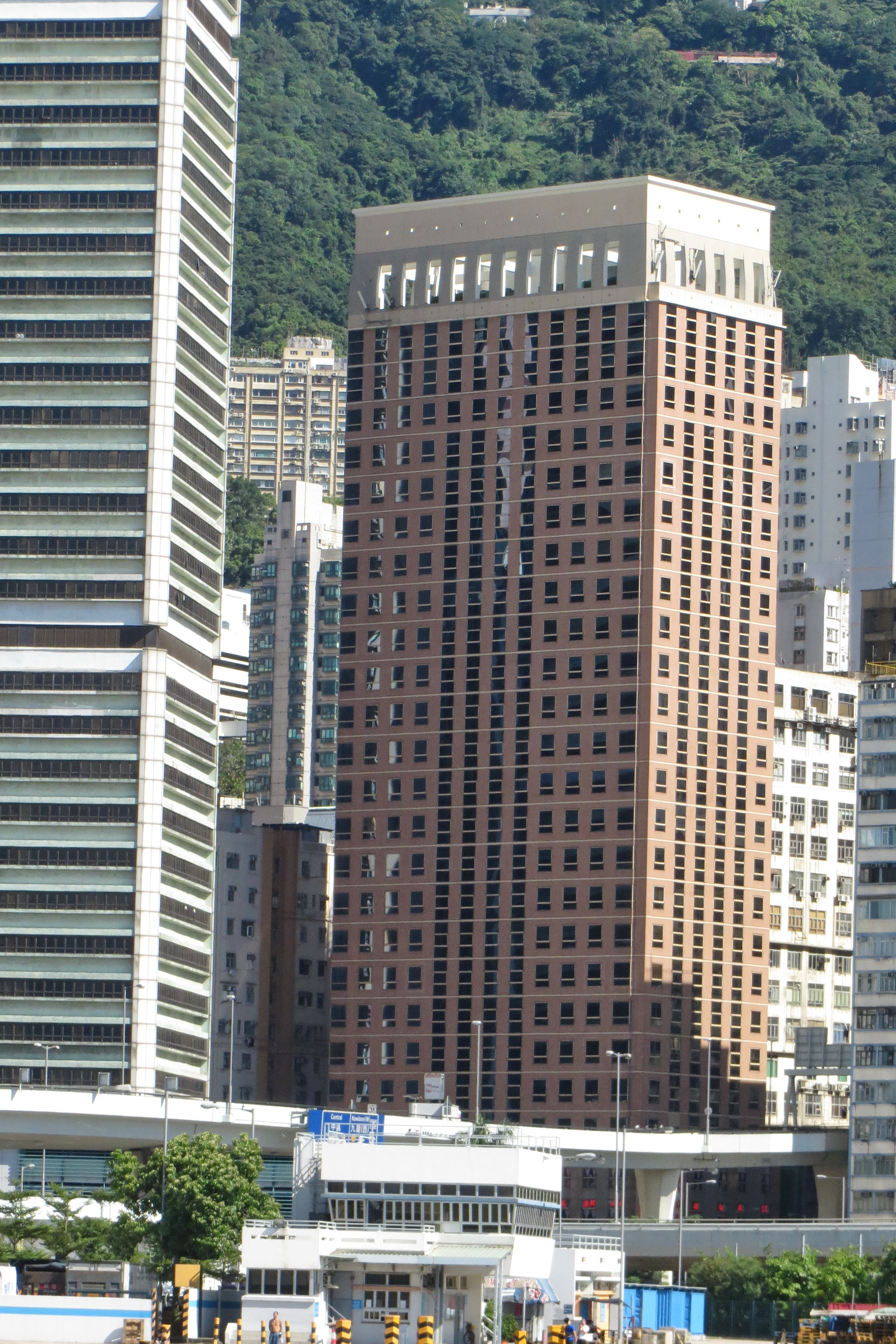
太平洋廣場

- One-Eight-One Hotel & Serviced Residences
- 香港中聯辦
- 西區警署
- 瑧璈
- 德輔道西207號
- 港島太平洋酒店
- 西營盤站
- 普頓臺
- 蓮香居
- 宜必思香港中上環酒店（ibis Hong Kong Central & Sheung Wan Hotel）
- 西港城
- 上環站
- 永安中心
- 無限極廣場
- 金龍中心
- 南豐大廈
- 中保集團大廈
- 有餘貿易中心
- 中環中心
- 恒生銀行總行大廈
- 中環至半山自動扶梯系統
- 中環街市
- 永安集團大廈
- 萬宜大廈
- 環球大廈
- 中環站
- 會德豐大廈
- 置地廣場
- 東亞銀行總行
- 歷山大廈
- 太子大廈
- 皇后大道中九號
- 渣打銀行大廈
- 香港匯豐銀行總行大廈
- 皇后像廣場
- 中國銀行大廈
- 終審法院大樓
- 遮打花園

## 交通
港鐵
- █  港島綫：香港大學站、西營盤站、上環站、中環站
- █  荃灣綫：中環站
- █  東涌綫、 █  機場快綫：香港站

香港電車

## 交匯道路

### 德輔道西
- 堅彌地城海旁
- 皇后大道西
- 山道
- 干諾道西
- 屈地街
- 嘉安街
- 水街
- 朝光街
- 西邊街
- 忠正街
- 西源里
- 正街
- 桂香街
- 梅芳街
- 東邊街
- 威利麻街
- 高陞街
- 修打蘭街
- 皇后街
- 文咸西街
- 永樂街
- 干諾道西

### 德輔道中
- 新街市街
- 摩利臣街
- 急庇利街
- 禧利街
- 文華里
- 林士街
- 永樂街
- 永和街
- 機利文街
- 租庇利街
- 域多利皇后街
- 砵甸乍街
- 畢打街
- 遮打道
- 雪廠街
- 銀行街
- 昃臣道
- 金鐘道
- 皇后大道中

## 外部連結
- 《解密百年香港——港督這份工》第一節，2007年7月24日於亞洲電視播映

22°16′58.6236″N 114°9′25.254″E / 22.282951000°N 114.15701500°E